# 2024年の日本公開映画
- 映画 > 映画の一覧 > 年度別日本公開映画 > 2024年の日本公開映画
- 映画 > 2024年の映画 > 2024年の日本公開映画

2024年の日本公開映画（2024ねんのにほんこうかいえいが）では、2024年（令和6年）1月1日から12月31日までに日本で商業公開された映画の一覧を記載。作品名の右の丸括弧内は製作国を示す。
記載の凡例については年度別日本公開映画#凡例を参照

## 作品一覧

### 1月
- 2日
  - スーパーバッド ( アメリカ合衆国) [1月 1][RE 1]
  - マイ・ハート・パピー ( 韓国) [1月 2]
  - 映画 ○月○日、区長になる女。 ( 日本) [1月 3]
  - 無理しない ケガしない 明日も仕事! 新根室プロレス物語 ( 日本) [1月 4]
- 5日
  - アイドルマスター シャイニーカラーズ 第3章 ( 日本) [1月 5]
  - エクスペンダブルズ ニューブラッド ( アメリカ合衆国) [1月 6]
  - 彼方のうた ( 日本) [1月 7]
  - コンクリート・ユートピア（朝鮮語版） ( 韓国) [1月 8]
  - さらば宇宙戦艦ヤマト 愛の戦士たち 4Kリマスター ( 日本) [1月 9][RE 2]
  - シネマ歌舞伎 唐茄子屋 不思議国之若旦那 ( 日本) [1月 10]
  - シャクラ（広東語版） ( 香港・ 中国) [1月 11]
  - BLOODY ESCAPE -地獄の逃走劇- ( 日本) [1月 12]
  - ミツバチと私（スペイン語版） ( スペイン) [1月 13]
  - TVシリーズ特別編集版『名探偵コナン vs. 怪盗キッド』 ( 日本) [1月 14]
  - レザボア・ドッグス デジタルリマスター版 ( アメリカ合衆国) [1月 15][RE 3]
  - 笑いのカイブツ ( 日本) [1月 16]
- 6日
  - ヴィクラムとヴェーダ ヒンディー語版 ( インド) [1月 17]
  - 黒崎真音 THE MOVIE「もし君があの日の僕になっても」 ( 日本) [1月 18]
  - ただ空高く舞え ( インド) [1月 19]
- 7日
  - ホット・スポット ( アメリカ合衆国) [1月 20][RE 4]
- 12日
  - アクアマン/失われた王国 ( アメリカ合衆国) [1月 21]
  - ある閉ざされた雪の山荘で ( 日本) [1月 22]
  - IL VOLO in 清水寺 〜京都世界遺産ライブ〜 ( 日本) [1月 23]
  - 弟は僕のヒーロー（イタリア語版） ( イタリア・ スペイン) [1月 24]
  - 風が通り抜ける道 ( 日本) [1月 25]
  - カラオケ行こ! ( 日本) [1月 26]
  - 傷物語 -こよみヴァンプ- ( 日本) [1月 27]
  - 劇団「ドラマティカ」ACT3/カラ降るワンダフル! ( 日本) [1月 28]
  - ゴジラ-1.0/C ( 日本) [1月 29][RE 5]
  - セマンティックエラー・ザ・ムービー 前編 ( 韓国) [1月 30]
    - 短編アニメ『セマンティックエラー』第1〜3話 ( 韓国) [1月 31]

  - 葬送のカーネーション ( トルコ・ ベルギー) [1月 32]
  - ニューヨーク・オールド・アパートメント（英語版） ( スイス) [1月 33]
  - 燈火は消えず（広東語版） ( 香港) [1月 34]
  - ビヨンド・ユートピア 脱北 ( アメリカ合衆国) [1月 35]
  - 北京冬季五輪2022 ( 中国) [1月 36]
  - ヘルレイザー2:ヘルバウンド ( アメリカ合衆国) [1月 37][RE 6]
  - ヘルレイザー3:ヘル・オン・アース ( アメリカ合衆国) [1月 38][RE 6]
  - ヘルレイザー4:ブラッドライン ( アメリカ合衆国) [1月 39][RE 6]
  - ミッション・ジョイ 〜困難な時に幸せを見出す方法〜 ( アメリカ合衆国) [1月 40]
  - 巡る、カカオ 〜神のフルーツに魅せられた日本人〜 ( 日本) [1月 41]
- 13日
  - ガザ・サーフ・クラブ（英語版） ( ドイツ) [1月 42]
  - レオノールの脳内ヒプナゴジア ( フィリピン) [1月 43]
- 19日
  - 悪魔のシスター デジタルリマスター版 ( アメリカ合衆国) [1月 44][RE 7]
  - VESPER/ヴェスパー（英語版） ( フランス・ リトアニア・ ベルギー) [1月 45]
  - エス ( 日本) [1月 46]
  - 思い出を、超えていけ。30th Documentary HAWKS ( 日本) [1月 47]
  - ゴールデンカムイ ( 日本) [1月 48]
  - サン・セバスチャンへ、ようこそ ( スペイン・ アメリカ合衆国・ イタリア) [1月 49]
  - ジャンプ、ダーリン ( カナダ) [1月 50]
  - 千年女優 ( 日本) [1月 51][RE 8]
  - バッド・ルーテナント/刑事とドラッグとキリスト ( アメリカ合衆国) [1月 52][RE 9]
  - 春の嵐がやってくるまで ( 日本) [1月 53]
  - FINAL FANTASY VII ADVENT CHILDREN COMPLETE 4K REMASTER ( 日本) [1月 54][RE 10]
  - FUKUYAMA MASAHARU LIVE FILM 言霊の幸わう夏 @NIPPON BUDOKAN 2023 ( 日本) [1月 55][注釈 1]
  - 僕らの世界が交わるまで ( アメリカ合衆国) [1月 56]
  - 未体験ゾーンの映画たち2024[RE 11][RE 12]
    - アリバイ・ドット・コム2 ウェディング・ミッション（フランス語版） ( フランス) [1月 57]
    - オン・ザ・フロント・ライン 極限戦線（ウクライナ語版） ( ウクライナ) [1月 58]
    - シミュラント 反乱者たち（英語版） ( カナダ) [1月 59]

  - 緑の夜（中国語版） ( 香港) [1月 60]
  - みなに幸あれ ( 日本) [1月 61]
  - メカアマト MOVIE ( マレーシア) [1月 62]
  - METライブビューイング2023-24 アンソニー・デイヴィス（英語版） ≪マルコムX（英語版）≫ ( アメリカ合衆国) [1月 63]
  - YUKIHIRO TAKAHASHI LIVE 2018 SARAVAH SARAVAH! ( 日本) [1月 64][4]
- 20日
  - 海街奇譚 ( 中国) [1月 65]
  - チャロの囀り ( 日本) [1月 66]
- 26日
  - 哀れなるものたち ( イギリス) [1月 67][注釈 2]
  - 英国ロイヤル・オペラ・ハウス シネマシーズン 2023/24 ロイヤル・バレエ「ドン・キホーテ」 ( イギリス) [1月 68]
  - カムイのうた ( 日本) [1月 69]
  - 唐獅子仮面/LION-GIRL ( 日本) [1月 70]
  - カラフルな魔女〜角野栄子の物語が生まれる暮らし〜 ( 日本) [1月 71]
  - 機動戦士ガンダムSEED FREEDOM ( 日本) [1月 72]
  - 劇場版 君と世界が終わる日に FINAL ( 日本) [1月 73]
  - コット、はじまりの夏（英語版） ( アイルランド) [1月 74]
  - サイレントラブ ( 日本) [1月 75]
  - サウンド・オブ・サイレンス ( イタリア) [1月 76]
  - ザ・ガーディアン/守護者（朝鮮語版） ( 韓国) [1月 77]
  - ジョニー・トー 漢の絆セレクション[RE 13]
    - エグザイル/絆 ( 香港) [1月 78]
    - エレクション 黒社会 ( 香港) [1月 79]
    - エレクション 死の報復（中国語版） ( 香港) [1月 80]
    - ブレイキング・ニュース ( 香港) [1月 81]

  - セマンティックエラー・ザ・ムービー 後編 ( 韓国) [1月 82]
    - 短編アニメ『セマンティックエラー』第4話 ( 韓国) [1月 31]

  - 誰が為に花は咲く ( 日本) [1月 83]
  - 違う惑星の変な恋人 ( 日本) [1月 84]
  - 天国と地獄 LIVE AT BUDOKAN 1987 ( 日本) [1月 85]
  - ノスタルジア 4K修復版 ( イタリア・ ソビエト連邦) [1月 86][RE 14]
  - 白日青春-生きてこそ-（広東語版） ( 香港・ シンガポール) [1月 87]
  - 橋ものがたり「約束」 ( 日本) [1月 88]
  - 未体験ゾーンの映画たち2024[RE 11][RE 12]
    - 犬人間 ( ノルウェー) [1月 89]
    - バーチャリィヒーローズ（英語版） ( アメリカ合衆国) [1月 90]
    - プッシーケーキ（英語版） ( アルゼンチン) [1月 91]
- 27日
  - 在りのままで咲け ( 日本) [1月 92]
  - 映画 ギヴン 柊 mix ( 日本) [1月 93]
  - 獣手 ( 日本) [1月 94]
  - すべて、至るところにある ( 日本) [1月 95]
  - その鼓動に耳をあてよ ( 日本) [1月 96]
  - ハム・オン・ライ（英語版） ( アメリカ合衆国) [1月 97]
  - Rolling Stone ブライアン・ジョーンズの生と死 ( スペイン) [1月 98]
- 31日
  - ペット・ショップ・ボーイズ・ドリームワールド: THE GREATEST HITS LIVE AT THE ROYAL ARENA COPENHAGEN（英語版） ( イギリス) [1月 99]

### 2月
- 2日
  - 大室家 dear sisters ( 日本) [2月 1]
  - オスカー・ピーターソン ( カナダ) [2月 2]
  - 神さま待って!お花が咲くから ( 日本) [2月 3][注釈 3]
  - 仮面ライダー555 20th パラダイス・リゲインド ( 日本) [2月 4]
  - ワールドツアー上映「鬼滅の刃」絆の奇跡、そして柱稽古へ ( 日本) [2月 5]
  - ゴースト・トロピック（フランス語版） ( ベルギー) [2月 6]
  - ジェヴォーダンの獣 4Kレストア ディレクターズ・カット版 ( フランス) [2月 7][RE 15]
  - ジャンヌ・デュ・バリー 国王最期の愛人（フランス語版） ( フランス・ ベルギー・ ロシア・ サウジアラビア) [2月 8]
  - ストップ・メイキング・センス 4Kレストア（英語版） ( アメリカ合衆国) [2月 9][RE 16]
  - ダム・マネー ウォール街を狙え! ( アメリカ合衆国) [2月 10]
  - 罪と悪 ( 日本) [2月 11]
  - 熱のあとに ( 日本) [2月 12]
  - バービー ( アメリカ合衆国) [2月 13][RE 17]
  - Here ( ベルギー) [2月 14]
  - ピッグダディ ( 日本) [2月 15]
  - 『瞳をとじて』公開記念 ビクトル・エリセ 特別上映[RE 18]
    - エル・スール ( スペイン・ フランス) [2月 16]
    - ミツバチのささやき ( スペイン) [2月 17]

  - ビフォア・サンライズ 恋人までの距離 ( アメリカ合衆国) [2月 18][RE 19]
  - フィスト・オブ・ザ・コンドル ( チリ) [2月 19]
  - フェルメール The Greatest Exhibition -アート・オン・スクリーン特別編- ( イギリス) [2月 20]
  - 未体験ゾーンの映画たち2024[RE 11][RE 12]
    - エイリアン・コップ ( アメリカ合衆国) [2月 21]
    - エレベーター・ゲーム（英語版） ( アメリカ合衆国) [2月 22]
    - オーシャン・クライシス 〜沈黙の核弾頭〜 ( 中国) [2月 23]
    - シャタード 美しき罠（英語版） ( アメリカ合衆国) [2月 24]
    - スティーヴン・キング エイジ・オブ・パンデミック（英語版） ( アメリカ合衆国) [2月 25]
    - DIVE/ダイブ 海底28メートルの絶望（英語版） ( ドイツ) [2月 26]
    - 真夜中の処刑ゲーム ( カナダ) [2月 27]

  - METライブビューイング2023-24 ダニエル・カターン（英語版） ≪アマゾンのフロレンシア（英語版）≫ ( アメリカ合衆国) [2月 28]
  - 野球ユーチューバー有矢 ( 日本) [2月 29]
  - 夢みる給食 ( 日本) [2月 30]
  - 夢みる小学校 完結編 ( 日本) [2月 31]
  - ローリング・ガール ( 韓国) [2月 32]
- 3日
  - 沖縄狂想曲 ( 日本) [2月 33]
  - サンパギータ ( 日本・ フィリピン) [2月 34]
- 9日
  - 一月の声に歓びを刻め ( 日本) [2月 35]
  - UVERworld KING'S PARADE 男祭り REBORN at Nissan Stadium ( 日本) [2月 36]
  - 風よ あらしよ 劇場版 ( 日本) [2月 37]
  - カラーパープル ( アメリカ合衆国) [2月 38]
  - ジェントルマン（朝鮮語版） ( 韓国) [2月 39]
  - DUNE/デューン 砂の惑星 ( アメリカ合衆国) [2月 40][RE 20]
  - 同感〜時が交差する初恋〜（朝鮮語版） ( 韓国) [2月 41]
  - 瞳をとじて ( スペイン) [2月 42]
  - Firebird ファイアバード（英語版） ( エストニア・ イギリス) [2月 43]
  - ファイブ・ナイツ・アット・フレディーズ ( アメリカ合衆国) [2月 44]
  - 復讐のワサビ ( 日本) [2月 45]
  - 梟 -フクロウ-（朝鮮語版） ( 韓国) [2月 46]
  - ボブ・マーリー ラスト・ライブ・イン・ジャマイカ レゲエ・サンスプラッシュ デジタルリマスター（英語版） ( 西ドイツ・ ジャマイカ) [2月 47][RE 21]
  - まどろみの彼女たち ( 日本) [2月 48]
  - 身代わり忠臣蔵 ( 日本) [2月 49]
  - 未体験ゾーンの映画たち2024[RE 11][RE 12]
    - COME TRUE/カム・トゥルー 戦慄の催眠実験（英語版） ( カナダ) [2月 50]

  - 夜明けのすべて ( 日本) [2月 51]
  - レディ加賀 ( 日本) [2月 52][注釈 4]
- 10日
  - 雨降って、ジ・エンド。 ( 日本) [2月 53]
  - 正しいアイコラの作り方 ( 日本) [2月 54]
  - フジヤマコットントン ( 日本) [2月 55]
- 16日
  - WILL ( 日本) [2月 56]
  - 英国ロイヤル・オペラ・ハウス シネマシーズン 2023/24 ロイヤル・バレエ「くるみ割り人形」 ( イギリス) [2月 57]
  - NN4444 ( 日本) [2月 58]
  - コーヒーはホワイトで ( 日本) [2月 59]
  - このハンバーガー、ピクルス忘れてる。 ( 日本) [2月 60]
  - THE WILD 修羅の拳 ( 韓国) [2月 61]
  - 鈍色ショコラヴィレ ビエンナーレ ( 日本) [2月 62]
  - シモキタブレイザー ( 日本) [2月 63]
  - テルマ&ルイーズ 4K ( アメリカ合衆国) [2月 64][RE 22]
  - ナイト・オン・ザ・プラネット ( アメリカ合衆国) [2月 65][RE 23]
  - 劇場版ハイキュー!! ゴミ捨て場の決戦 ( 日本) [2月 66]
  - 『ヒプノシスマイク -Division Rap Battle-』Rule the Stage -Battle of Pride 2023-【Cinema Edit】 ( 日本) [2月 67]
  - フレディ・マーキュリー The Show Must Go On ( イギリス) [2月 68]
  - Floating Holidays フローティング・ホリデーズ ( 日本) [2月 69]
  - ボーはおそれている ( アメリカ合衆国) [2月 70]
  - 劇場版 マーダー★ミステリー 探偵・斑目瑞男の事件簿 鬼灯村伝説 呪いの血 ( 日本) [2月 71]
  - 未体験ゾーンの映画たち2024[RE 11][RE 12]
    - ザ・パイロット（ロシア語版） ( ロシア) [2月 72]

  - ミレニアム・マンボ 4Kレストア版 ( 台湾・ フランス) [2月 73][RE 24]
  - りりィ 私は泣いています ( 日本) [2月 74]
- 17日
  - アリランラプソディ ( 日本) [2月 75][注釈 5]
  - 記憶の居所 ( 日本) [2月 76][注釈 6]
  - フィリピンパブ嬢の社会学 ( 日本) [2月 77][注釈 7]
- 22日
  - QUEEN ROCK MONTREAL ( アメリカ合衆国) [2月 78][RE 25]
- 23日
  - 悪魔がはらわたでいけにえで私 ( 日本) [2月 79]
  - 有吉の壁 BREAK ARTIST LIVE THE FIRST 〜映画館の壁を越えろ!壁ライブ応援上映〜 ( 日本) [2月 80][12]
  - ウルトラマンブレーザー THE MOVIE 大怪獣首都激突 ( 日本) [2月 81]
  - 奇跡の子 夢野に舞う ( 日本) [2月 82][注釈 8]
  - 空白ライブ ( 日本) [2月 83]
  - 熊川哲也 K-BALLET TOKYO 「熊川版新制作 眠れる森の美女」 in Cinema ( 日本) [2月 84]
  - コヴェナント/約束の救出 ( イギリス・ スペイン) [2月 85]
  - ザ・フェイス( インド) [2月 86]
  - ジャン＝リュック・ゴダール/遺言 奇妙な戦争（フランス語版） ( フランス・ スイス) [2月 87]
  - シノアリス 一番最後のモノガタリ ( 日本) [2月 88]
  - ソウルメイト（朝鮮語版） ( 韓国) [2月 89]
  - ただ、あなたを理解したい ( 日本) [2月 90]
  - ドラレコ霊 ( 日本) [2月 91]
  - ネクスト・ゴール・ウィンズ（英語版） ( イギリス・ アメリカ合衆国) [2月 92]
  - ノッキン・オン・ヘブンズ・ドア ( ドイツ) [2月 93][RE 26]
  - 犯罪都市 NO WAY OUT ( 韓国) [2月 94]
  - ハンテッド 狩られる夜 ( アメリカ合衆国・ フランス) [2月 95]
  - マダム・ウェブ ( アメリカ合衆国) [2月 96]
  - マッチング ( 日本) [2月 97]
  - 未体験ゾーンの映画たち2024[RE 11][RE 12]
    - K-9 L.A.大捜査線（英語版） ( アメリカ合衆国) [2月 98]
    - 神探大戦（広東語版） ( 香港・ 中国) [2月 99]
    - ホビッツベイ ( ニュージーランド) [2月 100]

  - METライブビューイング2023-24 ヴェルディ ≪ナブッコ≫ ( アメリカ合衆国) [2月 101]
  - 落下の解剖学 ( フランス) [2月 102]
- 24日
  - ヴェルクマイスター・ハーモニー 4Kレストア版（ハンガリー語版） ( ハンガリー・ ドイツ・ フランス) [2月 103][RE 27]
  - 彼女はなぜ、猿を逃したか? ( 日本) [2月 104]
  - スポットライトを当ててくれ! ( 日本) [2月 105]
  - つ。 ( 日本) [2月 106][注釈 9]
  - マリア 怒りの娘（スペイン語版） ( ニカラグア・ メキシコ・ オランダ・ ドイツ・ フランス・ ノルウェー・ スペイン) [2月 107]

### 3月
- 1日
  - ARGYLLE/アーガイル ( アメリカ合衆国) [3月 1]
  - 愛のゆくえ ( 日本) [3月 2]
  - 明けまして、おめでたい人 ( 日本) [3月 3]
  - あとがき ( 日本) [3月 4]
  - 52ヘルツのクジラたち ( 日本) [3月 5]
  - コットンテール ( イギリス・ 日本) [3月 6]
  - 18歳のおとなたち ( 日本) [3月 7][注釈 10]
  - 水平線 ( 日本) [3月 8]
  - ストリートダンサー ( インド) [3月 9]
  - チェッカーズ 1987 GO TOUR at 中野サンプラザ 【デジタルレストア版】 ( 日本) [3月 10]
  - 映画ドラえもん のび太の地球交響楽 ( 日本) [3月 11]
  - パリピ孔明 Road to Summer Sonia ( 日本) [3月 12]
  - FEAST 狂宴 ( 香港) [3月 13]
  - 舟を編む ( 日本) [3月 14][RE 28]
  - ポーカー・フェイス/裏切りのカード（英語版） ( オーストラリア) [3月 15]
  - 漫才協会 THE MOVIE〜舞台の上の懲りない面々〜 ( 日本) [3月 16]
  - 未体験ゾーンの映画たち2024[RE 11][RE 12]
    - ポラリス 死闘のアイスロード（英語版） ( カナダ) [3月 17]

  - 宮古島物語ふたたヴィラ 再会ぬ海 ( 日本) [3月 18][注釈 11]
  - リトル・リチャード:アイ・アム・エヴリシング（英語版） ( アメリカ合衆国) [3月 19]
  - ロッタちゃん はじめてのおつかい 2Kリマスター版 ( スウェーデン) [3月 20][RE 29]
- 2日
  - かづゑ的 ( 日本) [3月 21]
  - くぴぽ SOS! びよーーーーんど ( 日本) [3月 22]
  - すべての夜を思いだす ( 日本) [3月 23]
  - 田中さくら監督2作品同時上映 ≪薄暮の旅路≫[RE 30]
    - いつもうしろに ( 日本) [3月 24]
    - 夢見るペトロ ( 日本) [3月 25]

  - 津島 -福島は語る・第二章- ( 日本) [3月 26]
  - ピーター・グリーナウェイ レトロスペクティヴ 美を患った魔術師[RE 31]
    - 英国式庭園殺人事件 4Kリマスター ( イギリス) [3月 27]
    - 数に溺れて 4Kリマスター ( イギリス) [3月 28]
    - ZOO ( イギリス) [3月 29]
    - プロスペローの本 ( イギリス・ フランス・ イタリア) [3月 30]

  - 瞼の転校生 ( 日本) [3月 31][注釈 12]
- 3日
  - アクターズ・ショート・フィルム4 ( 日本) [3月 32][20]
- 8日
  - i ai ( 日本) [3月 33]
  - アイカツ! 10th STORY 〜未来へのSTARWAY〜 HAPPY いちごBIRTHDAY 2024 ( 日本) [3月 34][RE 32]
  - アバウト・ライフ 幸せの選択肢（英語版） ( アメリカ合衆国) [3月 35]
  - ありがとうモンスター ( 日本) [3月 36]
  - オリガ・スミルノワ（英語版）のジゼル in cinema ( オランダ) [3月 37]
  - 仮面ライダーギーツ ジャマト・アウェイキング ( 日本) [3月 38]
  - 季節のはざまで デジタルリマスター版（フランス語版） ( スイス・ ドイツ・ フランス) [3月 39][RE 33]
  - セッション ( 日本) [3月 40][RE 34]
  - 恐竜超伝説2 劇場版ダーウィンが来た! ( 日本) [3月 41]
  - ゴールド・ボーイ ( 日本) [3月 42]
  - 映画しまじろう「ミラクルじまの なないろカーネーション」 ( 日本) [3月 43]
  - 青春の反抗 ( 台湾) [3月 44]
  - デ ジャ ヴュ デジタルリマスター版（フランス語版） ( スイス) [3月 45][RE 33]
  - DOGMAN ドッグマン ( フランス) [3月 46]
  - PLAY!〜勝つとか負けるとかは、どーでもよくて〜 ( 日本) [3月 47]
  - 映画 マイホームヒーロー ( 日本) [3月 48]
  - 未体験ゾーンの映画たち2024[RE 11][RE 12]
    - エブリワン・ウィル・バーン（スペイン語版） ( スペイン) [3月 49]
    - シークレット・キングダム ピーターの奇妙な冒険 ( オーストラリア) [3月 50]
    - ネイビーシールズ ラスト・ソルジャー ( アメリカ合衆国) [3月 51]

  - METライブビューイング2023-24 ビゼー≪カルメン≫ ( スイス) [3月 52]
  - ラストエンペラー (劇場公開版 4Kレストア) ( イタリア・ イギリス・ スイス) [3月 53][RE 35]
- 14日
  - π<パイ> デジタルリマスター ( アメリカ合衆国) [3月 54][RE 36]
- 15日
  - えいがのおそ松さん5周年記念 春のおそ松さん同窓会〜センバツもまたやるよ〜[RE 37]
    - えいがのおそ松さん ( 日本) [3月 55]

  - COUNT ME IN 魂のリズム ( イギリス) [3月 56]
  - きまぐれ ( 日本) [3月 57]
  - 恋わずらいのエリー ( 日本) [3月 58]
  - 12日の殺人（フランス語版） ( フランス) [3月 59]
  - 青春ジャック 止められるか、俺たちを2 ( 日本) [3月 60]
  - デューン 砂の惑星PART2 ( アメリカ合衆国) [3月 61][注釈 13]
  - 薄氷の告発（朝鮮語版） ( 韓国) [3月 62]
  - ビニールハウス（朝鮮語版） ( 韓国) [3月 63]
  - FLY!/フライ! ( アメリカ合衆国) [3月 64]
  - ブリンダーヴァナム 恋の輪舞 ( インド) [3月 65]
  - 変な家 ( 日本) [3月 66]
  - MY SHINee WORLD ( 韓国) [3月 67]
  - 未体験ゾーンの映画たち2024[RE 11][RE 12]
    - キック・ミー 怒りのカンザス ( アメリカ合衆国) [3月 68]
    - タイムマシン2024（英語版） ( カナダ) [3月 69]

  - MONTEREY POP モンタレー・ポップ（英語版） ( アメリカ合衆国) [3月 70][RE 38]
  - ラブライブ!The School Idol Movie 4DX ( 日本) [3月 71][RE 39]
  - RED SHOES/レッド・シューズ ( オーストラリア) [3月 72]
  - 私ときどきレッサーパンダ ( アメリカ合衆国) [3月 73][RE 40]
- 16日
  - 戦雲 ( 日本) [3月 74]
  - えいがのおそ松さん5周年記念 春のおそ松さん同窓会〜センバツもまたやるよ〜[RE 37]
    - おそ松さん 春の全国大センバツ上映祭 ( 日本) [3月 75]

  - ブルーイマジン ( 日本・ フィリピン・ シンガポール) [3月 76]
  - 燃えるドレスを紡いで ( 日本) [3月 77]
- 20日
  - 映画おしりたんてい さらば愛しき相棒よ ( 日本) [3月 78]
    - 映画おしりたんてい なんでもかいけつ倶楽部 対 かいとうU ( 日本) [3月 79]
- 22日
  - うさぎのおやこ ( 日本) [3月 80]
  - コール・ジェーン -女性たちの秘密の電話- ( アメリカ合衆国) [3月 81]
  - THE DOLLARS TRILOGY ドル3部作 [4K][RE 41]
    - 荒野の用心棒 4K復元版 ( イタリア・ スペイン・ 西ドイツ) [3月 82]
    - 夕陽のガンマン 4K復元版 ( イタリア・ スペイン・ 西ドイツ) [3月 83]
    - 続・夕陽のガンマン/地獄の決斗 4K復元版 ( イタリア・ スペイン・ 西ドイツ) [3月 84]

  - 四月になれば彼女は ( 日本) [3月 85]
  - 戦場のメリークリスマス 4K修復版 ( 日本・ イギリス・ ニュージーランド) [3月 86][RE 35]
  - デッドデッドデーモンズデデデデデストラクション 前章 ( 日本) [3月 87]
  - ナショナル・シアター・ライブ「ディア・イングランド（英語版）」 ( イギリス) [3月 88]
  - 猫と私と、もう1人のネコ ( 日本) [3月 89]
  - バカ共相手のボランティアさ ( 日本) [3月 90]
  - ピアノ 2 Pianos 4 Hands（英語版） ( カナダ) [3月 91]
  - ピアノ・レッスン 4Kデジタルリマスター ( オーストラリア・ ニュージーランド・ フランス) [3月 92][RE 42]
  - ブリックレイヤー ( アメリカ合衆国・ ブルガリア・ ギリシャ) [3月 93]
  - ペナルティループ ( 日本) [3月 94]
  - ボンゴマン ジミー・クリフ デジタルリマスター ( 西ドイツ・ ジャマイカ) [3月 95][RE 43]
  - 劇場版アニメ『名探偵ホームズ』40周年記念上映[RE 44]
    - 劇場版 名探偵ホームズ 青い紅玉の巻/海底の財宝の巻 ( 日本・ イタリア) [3月 96][3月 97]
    - 劇場版 名探偵ホームズ ミセス・ハドソン人質事件の巻/ドーバー海峡の大空中戦!の巻 ( 日本) [3月 98]

  - ゆるし ( 日本) [3月 99]
  - 流転の地球 -太陽系脱出計画- ( 中国) [3月 100]
  - ロッタちゃんと赤いじてんしゃ 2Kリマスター版 ( スウェーデン) [3月 101][RE 29]
- 23日
  - 火の娘たち ( ポルトガル) [3月 102][RE 45]
    - ヴィタリナ（ポルトガル語版） ( ポルトガル) [3月 103]

  - ナチ刑法175条 デジタルリマスター版 ( アメリカ合衆国) [3月 104][RE 46]
  - ほなまた明日 ( 日本) [3月 105]
- 29日
  - 朝をさがして ( 日本) [3月 106][注釈 14]
  - あの夏のルカ ( アメリカ合衆国) [3月 107][RE 40]
  - FPS ( 日本) [3月 108]
  - エリック・クラプトン: ライヴ・イン・サンディエゴ～伝説の一夜 ( イギリス) [3月 109]
  - オッペンハイマー ( アメリカ合衆国) [3月 110][注釈 15]
  - 劇場版 怪獣は襲ってくれない ( 日本) [3月 111]
  - ゴーストバスターズ/フローズン・サマー ( アメリカ合衆国) [3月 112]
  - ザ・エクスチェンジ ( ウクライナ) [3月 113]
  - 呪術廻戦「渋谷事変」 Blu-ray&DVD 4巻&5巻発売記念 セレクションイベント上映 ( 日本) [3月 114][RE 49]
  - デストラップ/狼狩り（英語版） ( カナダ・ アメリカ合衆国) [3月 115]
  - パリ・ブレスト 〜夢をかなえたスイーツ〜（フランス語版） ( フランス) [3月 116]
  - BTOB TIME: Be Together THE MOVIE ( 韓国) [3月 117][注釈 16]
  - 美と殺戮のすべて ( アメリカ合衆国) [3月 118]
  - 『響け!ユーフォニアム』<久美子２年生編>期間限定一挙上映[RE 50]
    - 劇場版 響け!ユーフォニアム〜誓いのフィナーレ〜 ( 日本) [3月 119]
    - 特別編 響け!ユーフォニアム〜アンサンブルコンテスト〜 ( 日本) [3月 120]

  - 秒速5センチメートル ( 日本) [3月 121][RE 51]
  - MY LIFE IN THE BUSH OF GHOSTS ( 日本) [3月 122]
  - RHEINGOLD ラインゴールド（ドイツ語版） ( ドイツ・ オランダ・ モロッコ・ メキシコ) [3月 123]
  - ラブリセット 30日後、離婚します（朝鮮語版） ( 韓国) [3月 124]
- 30日
  - ゴッドランド/GODLAND（アイスランド語版） ( デンマーク・ アイスランド・ フランス・ スウェーデン) [3月 125]
  - 静かに燃えて ( 日本) [3月 126]
  - 成功したオタク ( 韓国) [3月 127]
  - とりつくしま ( 日本) [3月 128]
  - わたしのかあさん 天使の詩 ( 日本) [3月 129]

### 4月
- 5日
  - アイアンクロー ( アメリカ合衆国) [4月 1]
  - インフィニティ・プール（英語版） ( カナダ・ クロアチア・ ハンガリー) [4月 2]
  - 英国ロイヤル・オペラ・ハウス シネマシーズン 2023/24 ロイヤル・バレエ「マノン」 ( イギリス) [4月 3]
  - オーメン:ザ・ファースト ( アメリカ合衆国) [4月 4]
  - ゲキ×シネ「天號星」 ( 日本) [4月 5]
  - シネマ歌舞伎 刀剣乱舞 月刀剣縁桐 ( 日本) [4月 6]
  - 人生って、素晴らしい/Viva La Vida ( 中国) [4月 7]
  - 毒娘 ( 日本) [4月 8]
  - ノルマル17歳。 -わたしたちはADHD- ( 日本) [4月 9]
  - パスト ライブス/再会 ( アメリカ合衆国・ 韓国) [4月 10]
  - フォロウィング 25周年/HDレストア版 ( イギリス) [4月 11][RE 52]
  - ブルックリンでオペラを（英語版） ( アメリカ合衆国) [4月 12]
  - ミルクの中のイワナ ( 日本) [4月 13]
  - ブルックリンでオペラを（英語版） ( アメリカ合衆国) [4月 14]
  - リトル・エッラ（スウェーデン語版） ( スウェーデン・ ノルウェー) [4月 15]
  - ローマの休日 日本公開70周年 4Kレストア 日本語吹替版 ( アメリカ合衆国) [4月 16][RE 53]
- 6日
  - 毒親＜ドクチン＞（朝鮮語版） ( 韓国) [4月 17]
  - フィシスの波文 ( 日本) [4月 18]
- 10日
  - aespa: WORLD TOUR in cinemas ( 韓国) [4月 19]
- 12日
  - 貴公子（朝鮮語版） ( 韓国) [4月 20]
  - クラメルカガリ ( 日本) [4月 21]
  - クラユカバ ( 日本) [4月 22]
  - 決断～運命を変えた3.11母子避難～ ( 日本) [4月 23][注釈 17]
  - コウイン ～光陰～ ( 日本) [4月 24]
  - コザママ♪ うたって!コザのママさん!! ( 日本) [4月 25]
  - 劇場版 再会長江 ( 中国) [4月 26]
  - ザ・タワー（フランス語版） ( フランス) [4月 27]
  - ソウルフル・ワールド ( アメリカ合衆国) [4月 28][RE 40]
  - 特集上映「心躍る ミュージカル映画」[RE 54]
    - シカゴ ( アメリカ合衆国) [4月 29]
    - ブルース・ブラザース ( アメリカ合衆国) [4月 30]
    - マイ・フェア・レディ ( アメリカ合衆国) [4月 31]

  - No.10（オランダ語版） ( オランダ・ ベルギー) [4月 32]
  - 氷室蓮司 ( 日本) [4月 33]
  - プリシラ ( アメリカ合衆国・ イタリア) [4月 34]
  - フロマージュ・ジャポネ ( 日本) [4月 35]
  - 名探偵コナン 100万ドルの五稜星 ( 日本) [4月 36]
  - リンダはチキンがたべたい! ( フランス・ イタリア) [4月 37]
- 13日
  - 日日芸術 ( 日本) [4月 38]
  - 夢見びと ( 日本) [4月 39]
- 19日
  - あまろっく ( 日本) [4月 40][注釈 18]
  - 異人たち ( イギリス) [4月 41]
  - エンニオ・モリコーネ特選上映 Morricone Special Screening×2[RE 55]
    - 死刑台のメロディ 4Kリマスター・英語版 ( イタリア) [4月 42]
    - ラ・カリファ（イタリア語版） ( イタリア・ フランス) [4月 43]

  - 陰陽師0 ( 日本) [4月 44][RE 57]
  - きかんしゃトーマス 大冒険!ルックアウトマウンテンとひみつのトンネル ( アメリカ合衆国・ カナダ) [4月 45]
  - 霧の淵 ( 日本) [4月 46][注釈 19]
  - ジャック・リヴェット傑作選2024[RE 58]
    - 彼女たちの舞台（フランス語版） ( フランス・ スイス) [4月 47]
    - 地に堕ちた愛 完全版（フランス語版） ( フランス) [4月 48]
    - パリでかくれんぼ 完全版 ( フランス) [4月 49]

  - ダブル・ライフ ( 日本・ 中国) [4月 50]
  - 劇場版ブルーロック -EPISODE 凪- ( 日本) [4月 51]
  - マンティコア 怪物（英語版） ( スペイン・ エストニア) [4月 52]
  - 見知らぬ人の痛み ( 日本) [4月 53]
  - METライブビューイング2023-24 ヴェルディ≪運命の力≫ ( アメリカ合衆国) [4月 54]
  - メメント ( アメリカ合衆国) [4月 55][RE 59]
  - YOKOHAMA ( 日本) [4月 56]
- 20日
  - 大阪カジノ ( 日本) [4月 57]
  - 94歳のゲイ ( 日本) [4月 58]
  - 青春（中国語版） ( フランス・ ルクセンブルク・ オランダ) [4月 59]
  - 辰巳 ( 日本) [4月 60]
- 26日
  - 悪は存在しない ( 日本) [4月 61]
  - 一生売れない心の準備はできてるか ( 日本) [4月 62]
  - エドガルド・モルターラ ある少年の数奇な運命（イタリア語版） ( イタリア・ フランス・ ドイツ) [4月 63]
  - キラー・ナマケモノ ( アメリカ合衆国) [4月 64]
  - キングオージャーVSドンブラザーズ/キングオージャーVSキョウリュウジャー
    - キングオージャーVSキョウリュウジャー ( 日本) [4月 65]
    - キングオージャーVSドンブラザーズ ( 日本) [4月 66]

  - ゴジラxコング 新たなる帝国 ( アメリカ合衆国) [4月 67]
  - マリウポリの20日間 ( ウクライナ・ アメリカ合衆国) [4月 68]
  - SUGA | Agust D TOUR 'D-DAY' THE MOVIE ( 韓国) [4月 69]
  - ハードボイルド・レシピ ( 日本) [4月 70]
  - 走れない人の走り方 ( 日本) [4月 71]
  - バジュランギおじさんと、小さな迷子 ( インド) [4月 72][RE 60]
  - リバウンド（朝鮮語版） ( 韓国) [4月 73]
- 27日
  - 越後奥三面-山に生かされた日々 デジタルリマスター版 ( 日本) [4月 74][RE 61]
  - 革命する大地（スペイン語版） ( ペルー) [4月 75]
  - システム・クラッシャー（ドイツ語版） ( ドイツ) [4月 76]
  - 正義の行方 ( 日本) [4月 77]
  - 夜明けへの道 ( ミャンマー) [4月 78]
  - ラジオ下神白-あのとき あのまちの音楽から いまここへ ( 日本) [4月 79][注釈 20]

### 5月
- 3日
  - 石川泰地監督特集「一部屋、二人、三次元のその先」[RE 62]
    - 巨人の惑星 ( 日本) [5月 1]
    - じゃ、また。 ( 日本) [5月 2]

  - 殺人鬼の存在証明（ロシア語版） ( ロシア) [5月 3]
  - ジャック・リヴェット傑作選2024[RE 58]
    - デュエル デジタルリマスター版（フランス語版） ( フランス) [5月 4]

  - 水深ゼロメートルから ( 日本) [5月 5]
  - 『スター・ウォーズ/ファントム・メナス (エピソード1)』 25周年記念特別上映 ( アメリカ合衆国) [5月 6][RE 63]
  - 青春18×2 君へと続く道 ( 日本・ 台湾) [5月 7]
  - タイガー 裏切りのスパイ ( インド) [5月 8]
  - ドクちゃん -フジとサクラにつなぐ愛- ( 日本) [5月 9]
  - 虹のかけら ( 日本) [5月 10]
  - 人間の境界 ( ポーランド・ フランス・ チェコ・ ベルギー) [5月 11]
  - バジーノイズ ( 日本) [5月 12]
  - ピクニック at ハンギング・ロック 4Kレストア版 ( オーストラリア) [5月 13][RE 64]
  - マイ・スイート・ハニー（朝鮮語版） ( 韓国) [5月 14]
  - ミセス・クルナス vs. ジョージ・W・ブッシュ（ドイツ語版） ( ドイツ・ フランス) [5月 15]
  - 無名 ( 中国) [5月 16]
- 5日
  - ジャック・リヴェット傑作選2024[RE 58]
    - セリーヌとジュリーは舟でゆく デジタルリマスター版（フランス語版） ( 日本) [5月 17]
- 10日
  - あこがれの色彩 ( 日本) [5月 18]
  - イーちゃんの白い杖 特別編 ( 日本) [5月 19]
  - 劇場用再編集版『ウマ娘 プリティーダービー ROAD TO THE TOP』 ( 日本) [5月 20]
  - 鬼平犯科帳 血闘 ( 日本) [5月 21]
  - お願いがひとつ、神様。 ( 日本) [5月 22]
  - 空白ライブ ( 日本) [5月 23]
  - 恋するプリテンダー ( アメリカ合衆国) [5月 24]
  - コードギアス 奪還のロゼ 第1幕 ( 日本) [5月 25]
  - 猿の惑星/キングダム ( アメリカ合衆国) [5月 26]
  - ジャッキー・チェン <4K> 映画祭[RE 65]
    - サイクロンZ ( イギリス領香港) [5月 27]
    - ポリス・ストーリー/香港国際警察 ( イギリス領香港) [5月 28]
    - 奇蹟/ミラクル ( イギリス領香港) [5月 29]

  - ジョン・レノン 失われた週末 ( アメリカ合衆国) [5月 30]
  - SINGULA ( 日本) [5月 31]
  - トラペジウム ( 日本) [5月 32]
  - トランスフュージョン ( オーストラリア) [5月 33]
  - ニナ・メンケス（英語版）の世界[RE 66]
    - クイーン・オブ・ダイヤモンド（英語版） ( アメリカ合衆国) [5月 34]
    - ブレインウォッシュ　セックス-カメラ-パワー ( アメリカ合衆国) [5月 35]
    - マグダレーナ・ヴィラガ ( アメリカ合衆国) [5月 36]

  - Vaundy one man live ARENA tour "replica ZERO" ( 日本) [5月 37][注釈 21]
  - 不死身ラヴァーズ ( 日本) [5月 38]
  - フューチャー・ウォーズ（フランス語版） ( フランス・ ベルギー) [5月 39]
  - またヴィンセントは襲われる（フランス語版） ( フランス) [5月 40]
  - 胸騒ぎ ( デンマーク・ オランダ) [5月 41]
  - METライブビューイング2023-24 グノー ≪ロメオとジュリエット≫ ( アメリカ合衆国) [5月 42]
  - 夢の中 ( 日本) [5月 43]
  - ラストターン 福山健二71歳、二度目の青春 ( 日本) [5月 44]
  - Ryuichi Sakamoto | Opus ( 日本) [5月 45][注釈 22]
- 11日
  - 地球星人は空想する ( 日本) [5月 46]
  - 蒲団 ( 日本) [5月 47]
- 16日
  - 医学生 ガザへ行く ( スペイン) [5月 48][注釈 23]
- 17日
  - i☆Ris the Movie - Full Energy!! - ( 日本) [5月 49]
  - ありふれた教室（ドイツ語版） ( ドイツ) [5月 50]
  - 家出レスラー ( 日本) [5月 51]
  - かごのない鳥 ( 日本) [5月 52][注釈 24]
  - 雲のむこう、約束の場所 ( 日本) [5月 53][RE 67]
  - 碁盤斬り ( 日本) [5月 54]
  - シド・バレット 独りぼっちの狂気 ( イギリス) [5月 55]
  - 祝日 ( 日本) [5月 56][注釈 25]
  - ソイレント・グリーン デジタルリマスター版 ( アメリカ合衆国) [5月 57][RE 68]
  - ティアーズ・オブ・ブラッド（フランス語版） ( ベルギー・ フランス・ スペイン) [5月 58]
  - ハピネス ( 日本) [5月 59]
  - PS1 黄金の河 ( インド) [5月 60]
  - ボブ・マーリー:ONE LOVE ( アメリカ合衆国) [5月 61]
  - 湖の女たち ( 日本) [5月 62]
  - ミッシング ( 日本) [5月 63]
- 18日
  - おらが村のツチノコ騒動記 ( 日本) [5月 64]
  - 渇愛の果て、 ( 日本) [5月 65]
  - 幸福な装置 田中晴菜監督特集上映[RE 69]
    - いきうつし ( 日本) [5月 66]
    - 甘露 ( 日本) [5月 67]
    - 幸福な装置 ( 日本) [5月 68]
    - Shall we love you? ( 日本) [5月 69]
    - ぬけがら ( 日本) [5月 70]

  - ちゃわんやのはなし -四百年の旅人- ( 日本) [5月 71]
  - 東京ランドマーク ( 日本) [5月 72]
- 24日
  - ウマ娘 プリティーダービー 新時代の扉 ( 日本) [5月 73]
  - おいしい給食 Road to イカメシ ( 日本) [5月 74]
  - 帰ってきた あぶない刑事 ( 日本) [5月 75]
  - 関心領域 ( アメリカ合衆国・ イギリス・ ポーランド) [5月 76]
  - 暮らしの思想 佐藤真 RETROSPECTIVE[RE 70][RE 71]
    - エドワード・サイード/OUT OF PLACE 4K ( 日本) [5月 77]
    - 花子 4K ( 日本) [5月 78]
    - まひるのほし 4K ( 日本) [5月 79]

  - 冗談じゃないよ ( 日本) [5月 80]
  - 好きでも嫌いなあまのじゃく ( 日本) [5月 81][注釈 26]
  - 痴人の愛 リバース ( 日本) [5月 82]
  - デッドデッドデーモンズデデデデデストラクション 後章 ( 日本) [5月 83]
  - ナイトメア/夢魔の棲む家 ( ノルウェー) [5月 84]
  - ナショナル・シアター・ライブ「ワーニャ」 ( イギリス) [5月 85]
  - バティモン5 望まれざる者（フランス語版） ( フランス・ ベルギー) [5月 86]
  - 母とわたしの3日間（朝鮮語版） ( 韓国) [5月 87]
  - 卍 リバース ( 日本) [5月 88]
  - 三日月とネコ ( 日本) [5月 89]
  - 未来少年コナン TVアニメ版 ( 日本) [5月 90][RE 72]
  - ミュージカル『刀剣乱舞』 (八) 乱舞野外祭 特別スクリーン版 ( 日本) [5月 91]
  - ROCKERS ( ジャマイカ) [5月 92][RE 73]
- 25日
  - 生きて、生きて、生きろ。 ( 日本) [5月 93]
  - 暮らしの思想 佐藤真 RETROSPECTIVE[RE 70][RE 71]
    - 阿賀に生きる ( 日本) [5月 94]
    - 阿賀の記憶 2K ( 日本) [5月 95]

  - ゲバルトの杜 ～彼は早稲田で死んだ～ ( 日本) [5月 96]
  - 倭文 旅するカジの木 ( 日本) [5月 97]
  - #つぶやき市長と議会のオキテ 劇場版 ( 日本) [5月 98]
  - ふたりのまち[RE 74]
    - にびさびの巣 ( 日本) [5月 99]
    - 春の結晶 ( 日本) [5月 100]

  - め～てると動物の世界 ( 日本) [5月 101]
  - 若武者 ( 日本) [5月 102][注釈 27]
- 31日
  - アバウト・タイム〜愛おしい時間について〜 ( イギリス) [5月 103][RE 75]
  - アンダー・ユア・ベッド ( 韓国) [5月 104]
  - 美しき仕事 4Kレストア版 ( フランス) [5月 105][RE 76]
  - お終活 再春!人生ラプソディ ( 日本) [5月 106]
  - 映画 からかい上手の高木さん ( 日本) [5月 107]
  - キッチンから花束を ( 日本) [5月 108]
  - 告白 コンフェッション ( 日本) [5月 109]
  - 邪魚隊/ジャッコタイ ( 日本) [5月 110]
  - シュナイドマンの憂鬱 ( 日本) [5月 111]
  - 空の港のありがとう ( 日本) [5月 112][注釈 28]
  - 天安門、恋人たち ( 中国・ フランス) [5月 113][RE 77]
  - トノバン 音楽家 加藤和彦とその時代 ( 日本) [5月 114]
  - FARANG/ファラン（フランス語版） ( フランス) [5月 115]
  - マッドマックス:フュリオサ ( アメリカ合衆国) [5月 116]
  - MIRRORLIAR FILMS Season5 ( 日本) [5月 117]
  - むじな峠 ( 日本) [5月 118]
  - METライブビューイング2023-24 プッチーニ ≪つばめ≫ ( アメリカ合衆国) [5月 119]
  - ユニコーン・ウォーズ（スペイン語版） ( スペイン・ フランス) [5月 120][注釈 29]
  - ライド・オン ( 中国) [5月 121]
  - 莉の対 ( 日本) [5月 122]
  - わたくしどもは。 ( 日本) [5月 123]

### 6月
- 1日
  - アニマル ぼくたちと動物のこと ( フランス) [6月 1]
  - 壁は語る（スペイン語版） ( スペイン) [6月 2]
  - 情熱の王国（スペイン語版） ( スペイン・ メキシコ) [6月 3]
  - 夢の在処 ひとびとのトリロジー ( 日本) [6月 4]
- 7日
  - 明日を綴る写真館 ( 日本) [6月 5]
  - あんのこと ( 日本) [6月 6]
  - 違国日記 ( 日本) [6月 7]
  - 英国ロイヤル・オペラ・ハウス シネマシーズン 2023/24 ロイヤル・オペラ「蝶々夫人」 ( イギリス) [6月 8]
  - 【推しの子】Mother and Children ( 日本) [6月 9][RE 78]
  - かくしごと ( 日本) [6月 10]
  - 風の奏の君へ ( 日本) [6月 11]
  - コードギアス 奪還のロゼ 第2幕 ( 日本) [6月 12]
  - 男女残酷物語/サソリ決戦（イタリア語版） ( イタリア) [6月 13][RE 79]
  - チャレンジャーズ ( アメリカ合衆国) [6月 14]
  - 罪深き少年たち（朝鮮語版） ( 韓国) [6月 15]
  - THIS MAN ( 日本) [6月 16]
  - 東京カウボーイ ( アメリカ合衆国) [6月 17]
  - 特捜戦隊デカレンジャー 20th ファイヤーボール・ブースター ( 日本) [6月 18]
  - ドライブアウェイ・ドールズ ( アメリカ合衆国) [6月 19]
  - ナイトスイム ( アメリカ合衆国) [6月 20]
  - ハロルド・フライのまさかの旅立ち（英語版） ( イギリス) [6月 21]
  - BTS RETROSPECTIVE in Cinema 2024[RE 80]
    - BRING THE SOUL:THE MOVIE（朝鮮語版） ( 韓国) [6月 22]

  - P -DOCUMENTARY OF PLAMO IDOL- ( 日本) [6月 23]
  - BELIEVE 日本バスケを諦めなかった男たち ( 日本) [6月 24]
  - ファニーズ ( 日本) [6月 25]
  - プリンス ビューティフル・ストレンジ ( カナダ) [6月 26]
  - 劇場総集編ぼっち・ざ・ろっく! Re: ( 日本) [6月 27]
  - みーんな、宇宙人。 ( 日本) [6月 28]
- 8日
  - 左手に気をつけろ ( 日本) [6月 29]
    - だれかが歌ってる ( 日本) [6月 30][41]
- 14日
  - アキはハルとごはんを食べたい 2杯目! ( 日本) [6月 31]
  - Ike Boys イケボーイズ（英語版） ( アメリカ合衆国) [6月 32]
  - 「宇宙戦艦ヤマト」という時代 西暦2202年の選択 ( 日本) [6月 33][RE 81]
  - 英国ロイヤル・オペラ・ハウス シネマシーズン 2023/24 ロイヤル・バレエ「白鳥の湖」 ( イギリス) [6月 34]
  - ndjc:若手映画作家育成プロジェクト2023 [6月 35]
    - 明るいニュース ( 日本) [6月 36]
    - 勝手口の少女 ( 日本) [6月 37]
    - 恋は真っ赤に燃えて ( 日本) [6月 38]
    - 光はどこにある ( 日本) [6月 39]

  - 狼が羊に恋をするとき（中国語版） ( 台湾) [6月 40]
  - オールド・フォックス 11歳の選択（中国語版） ( 台湾・ 日本) [6月 41]
  - オペラ座の怪人 4Kデジタルリマスター ( アメリカ合衆国) [6月 42][RE 82]
  - こころのふた～雪ふるまちで～ ( 日本) [6月 43]
  - 死と処女 デジタルリマスター版 ( イギリス・ フランス) [6月 44][RE 83]
  - 数分間のエールを ( 日本) [6月 45]
  - 「ツキウタ。」劇場版 RABBITS KINGDOM THE MOVIE ( 日本) [6月 46]
  - ディア・ファミリー ( 日本) [6月 47]
  - HOW TO BLOW UP（英語版） ( アメリカ合衆国) [6月 48]
  - PS2 大いなる船出 ( インド) [6月 49]
  - BTS RETROSPECTIVE in Cinema 2024[RE 80]
    - BREAK THE SILENCE:THE MOVIE（朝鮮語版） ( 韓国) [6月 50]

  - ブルー きみは大丈夫 ( アメリカ合衆国) [6月 51]
  - 蛇の道 ( フランス・ 日本・ ベルギー・ ルクセンブルク) [6月 52]
  - ユーリー・ノルシュテイン 文学と戦争を語る ( 日本) [6月 53]
  - ラーメン赤猫 (第1～3話) ( 日本) [6月 54][42]
- 15日
  - 思い立っても凶日 ( 日本) [6月 55][注釈 30]
  - 輝け星くず ( 日本) [6月 56]
  - 極道恐怖大劇場 牛頭 ( 日本) [6月 57][RE 84]
  - 僕の月はきたない ( 日本) [6月 58]
  - 骨を掘る男 ( 日本・ フランス) [6月 59]
  - ラウダー・ザン・ユー・シンク ギャリー・ヤングとペイヴメントの物語 ( アメリカ合衆国) [6月 60]
  - りりかの星 ( 日本) [6月 61]
  - リンダとイリナ ( フランス) [6月 62]
- 21日
  - アンゼルム "傷ついた世界"の芸術家（ドイツ語版） ( ドイツ) [6月 63]
  - 映画 おいハンサム!! ( 日本) [6月 64]
  - 大室家 dear friends ( 日本) [6月 65]
  - カタシロReplica ( 日本) [6月 66]
  - 九十歳。何がめでたい ( 日本) [6月 67]
  - 銀魂オンシアター2D 一国傾城篇 ( 日本) [6月 68]
  - 朽ちないサクラ ( 日本) [6月 69]
  - ザ・ウォッチャーズ ( アメリカ合衆国) [6月 70]
  - 新・三茶のポルターガイスト ( 日本) [6月 71]
  - ターゲット-出品者は殺人鬼-（朝鮮語版） ( 韓国) [6月 72]
  - バッドボーイズ RIDE OR DIE ( アメリカ合衆国) [6月 73]
  - BTS RETROSPECTIVE in Cinema 2024[RE 80]
    - BTS: Yet To Come in Cinemas ( 韓国) [6月 74]

  - フィリップ（ポーランド語版） ( ポーランド) [6月 75]
  - ホールドオーバーズ 置いてけぼりのホリディ ( アメリカ合衆国) [6月 76]
  - ミッドサマー ( アメリカ合衆国) [6月 77][RE 85]
  - METライブビューイング2023-24 プッチーニ≪蝶々夫人≫ ( アメリカ合衆国) [6月 78]
  - ONE LIFE 奇跡が繋いだ6000の命 ( イギリス) [6月 79]
- 22日
  - 胴鳴り ( 日本) [6月 80]
  - つゆのあとさき ( 日本) [6月 81]
  - 初めての女 ( 日本) [6月 82]
  - ひとつの空 ( 日本) [6月 83]
  - わたしの物語 ( イギリス) [6月 84]
- 28日
  - 言えない秘密 ( 日本) [6月 85]
  - 遺品整理～広島屋 ( 日本) [6月 86][注釈 31]
  - WALK UP（朝鮮語版） ( 韓国) [6月 87]
  - 岡野教授の高校協奏譚 ( 日本) [6月 88]
  - おまえの親になったるで ( 日本) [6月 89]
  - 蟹から生まれたピスコの恋 ( 日本) [6月 90]
    - そうして私たちはプールに金魚を、 ( 日本) [6月 91][RE 86]

  - 傷 ( 日本) [6月 92]
  - クワイエット・プレイス:DAY 1 ( アメリカ合衆国) [6月 93]
  - THE BLUE ANGELS（英語版） ( アメリカ合衆国) [6月 94][RE 87]
  - GEMNIBUS vol.1 ( 日本) [6月 95]
  - ジャン＝ポール・ベルモンド傑作選グランドフィナーレ[RE 88]
    - おかしなおかしな大冒険 4Kリマスター版 ( フランス・ イタリア) [6月 96]

  - スリープ（朝鮮語版） ( 韓国) [6月 97]
  - それいけ!アンパンマン ばいきんまんとえほんのルルン ( 日本) [6月 98]
  - ソング・オブ・ザ・シー 海のうた ( アイルランド・ ルクセンブルク・ ベルギー・ フランス・ デンマーク) [6月 99][RE 89]
  - チャーリー ( インド) [6月 100]
  - 長岡大花火～打ち上げ、開始でございます～ ( 日本) [6月 101]
  - ふたごのユーとミー 忘れられない夏 ( タイ) [6月 102]
  - ボーン・トゥ・フライ ( 中国) [6月 103]
  - ルックバック ( 日本) [6月 104]
- 29日
  - アディクトを待ちながら ( 日本) [6月 105]
  - かいじゅう ( 日本) [6月 106]
  - スミコ22 ( 日本) [6月 107]
  - プロミスト・ランド ( 日本) [6月 108][注釈 32]
  - 幽霊はわがままな夢を見る ( 日本) [6月 109][注釈 33]

### 7月
- 2日
  - じょっぱり 看護の人 花田ミキ ( 日本) [7月 1]
- 4日
  - OFFICIAL HIGE DANDISM SHOCKING NUTS TOUR selected from NIPPON BUDOKAN ( 日本) [7月 2][47]
- 5日
  - アイドルマスター シャイニーカラーズ 2nd season 第1章 ( 日本) [7月 3]
  - UTAU LIVE IN TOKYO 2010 A PROJECT OF TAEKO ONUKI & RYUICHI SAKAMOTO ( 日本) [7月 4][48]
  - n.SSign THE MOVIE ( 韓国) [7月 5]
  - 温泉シャーク ( 日本) [7月 6]
  - 郷愁鉄路〜台湾、こころの旅〜 ( 台湾) [7月 7]
  - コードギアス 奪還のロゼ 第3幕 ( 日本) [7月 8]
  - ザ・ビートルズの軌跡 リヴァプールから世界へ ( イギリス) [7月 9]
  - THE MOON（朝鮮語版） ( 韓国) [7月 10]
  - SALAAR/サラール ( インド) [7月 11]
  - Shirley シャーリイ ( アメリカ合衆国) [7月 12]
  - ジャン＝ポール・ベルモンド傑作選グランドフィナーレ[RE 88]
    - レ・ミゼラブル 2Kリマスター版 ( フランス) [7月 13]

  - SCRAPPER/スクラッパー（英語版） ( イギリス) [7月 14]
  - 潜水艦コマンダンテ 誇り高き決断（イタリア語版） ( イタリア・ ベルギー) [7月 15]
  - 先生の白い嘘 ( 日本) [7月 16]
  - ナショナル・シアター・ライブ「ザ・モーティヴ&ザ・キュー（英語版）」 ( イギリス) [7月 17]
  - 日本で一番恐くない間取り ( 日本) [7月 18]
  - フェラーリ ( アメリカ合衆国) [7月 19]
  - ブリーディング・ラブ はじまりの旅（英語版） ( アメリカ合衆国) [7月 20]
  - フンパヨン 呪物に隠れた闇 ( タイ) [7月 21]
  - ペテン狂騒曲 ( 日本) [7月 22]
  - YOLO 百元の恋（中国語版） ( 中国) [7月 23]
  - リッチランド ( アメリカ合衆国) [7月 24]
  - レイニーデイ・イン・ニューヨーク ( アメリカ合衆国) [7月 25][RE 90]
- 6日
  - アイアム・ア・コメディアン ( 日本・ 韓国) [7月 26]
  - 愛のぬくもり ( 日本) [7月 27]
  - 方舟にのって〜イエスの方舟45年目の真実〜 ( 日本) [7月 28]
  - メニイ・クラシック・モーメンツ ( アメリカ合衆国) [7月 29][RE 91]
  - 夢を喰う THE WRESTLER ( 日本) [7月 30]
- 10日
  - もうひとつのジャック・リヴェット傑作選2024[RE 92]
    - シークレット・ディフェンス（フランス語版） ( フランス) [7月 31]
- 12日
  - ある一生（ドイツ語版） ( ドイツ・ オーストリア) [7月 32]
  - エンドレス・サマー デジタルリマスター版（英語版） ( アメリカ合衆国) [7月 33][RE 93]
  - 大いなる不在 ( 日本) [7月 34]
  - お母さんが一緒 ( 日本) [7月 35]
  - カリコレ2024/カリテ・ファンタスティック!シネマコレクション2024[RE 94][RE 95]
    - アメリカン・カーネイジ（英語版） ( アメリカ合衆国) [7月 36]
    - エレクトロフィリア -変異- ( アルゼンチン) [7月 37]

  - キングダム 大将軍の帰還 ( 日本) [7月 38]
  - クレオの夏休み（フランス語版） ( フランス) [7月 39]
  - 仕置人DJ（テルグ語版） ( インド) [7月 40]
  - ジャン＝ポール・ベルモンド傑作選グランドフィナーレ[RE 88]
    - ライオンと呼ばれた男 4Kリマスター版 ( フランス・ ドイツ) [7月 41]

  - 呪葬 ( 台湾) [7月 42]
  - ストレンジ・ウェイ・オブ・ライフ ( スペイン・ フランス) [7月 43]
  - ゼーガペインADP ( 日本) [7月 44][RE 96]
  - 鎮魂歌 〜たましずめのうた〜 ( 日本) [7月 45]
  - ヒューマニスト・ヴァンパイア・シーキング・コンセンティング・スーサイダル・パーソン ( カナダ) [7月 46]
  - 密輸 1970 ( 韓国) [7月 47]
  - メイ・ディセンバー ゆれる真実 ( アメリカ合衆国) [7月 48]
- 13日
  - カリコレ2024/カリテ・ファンタスティック!シネマコレクション2024[RE 94][RE 95]
    - ナイトマン 夜の殺人者 ( ベルギー) [7月 49]

  - 大好き 〜奈緒ちゃんとお母さんの50年〜 ( 日本) [7月 50]
  - ヘヴンズ×キャンディ ( 日本) [7月 51]
- 14日
  - カリコレ2024/カリテ・ファンタスティック!シネマコレクション2024[RE 94][RE 95]
    - ベサニー・ハミルトン:アンストッパブル ( アメリカ合衆国) [7月 52]
- 15日
  - カリコレ2024/カリテ・ファンタスティック!シネマコレクション2024[RE 94][RE 95]
    - 私たちの恋が香りとして残る時（英語版） ( 韓国) [7月 53]
- 17日
  - カリコレ2024/カリテ・ファンタスティック!シネマコレクション2024[RE 94][RE 95]
    - ダリオ・アルジェント PANICO（英語版） ( イタリア) [7月 54]
- 19日
  - あのコはだぁれ? ( 日本) [7月 55]
  - 越境者たち（フランス語版） ( フランス) [7月 56]
  - 怨泊 ONPAKU ( 香港) [7月 57]
  - 怪談晩餐 ( 韓国) [7月 58]
  - 怪盗グルーのミニオン超変身 ( アメリカ合衆国) [7月 59]
  - きみに読む物語 ( アメリカ合衆国) [7月 60][RE 97]
  - 劇場版すとぷり はじまりの物語〜Strawberry School Festival!!!〜 ( 日本) [7月 61]
  - 逃走中 THE MOVIE:TOKYO MISSION ( 日本) [7月 62]
  - HOW TO HAVE SEX（英語版） ( イギリス・ ギリシャ) [7月 63]
  - 墓泥棒と失われた女神 ( イタリア・ フランス・ スイス) [7月 64]
  - 化け猫あんずちゃん ( 日本) [7月 65]
  - フライ・ミー・トゥ・ザ・ムーン ( アメリカ合衆国) [7月 66]
  - ヤマトよ永遠に REBEL3199 第一章 黒の侵略 ( 日本) [7月 67]
  - 私が俺の人生!? ( 日本) [7月 68]
- 20日
  - Kfc 食人連鎖 ( ベトナム) [7月 69]
  - 台湾巨匠傑作選2024 台湾映画の傑物ワン・トン監督と台湾ニューシネマの監督たち[RE 98]
    - 無言の丘 デジタルリマスター版 ( 台湾) [7月 70]
    - 村と爆弾 デジタルリマスター版（中国語版） ( 台湾) [7月 71]

  - タレンタイム〜優しい歌（マレー語版） ( マレーシア) [7月 72][RE 99]
- 24日
  - デッドプール&ウルヴァリン ( アメリカ合衆国) [7月 73]
- 26日
  - ありがとうブルース!不死身の男フェス[RE 100]
    - ダイ・ハード THE FIRST（英語版） ( アメリカ合衆国) [7月 74]
    - ダイ・ハード 最後の戦場（英語版） ( アメリカ合衆国) [7月 75]

  - お隣さんはヒトラー? ( イスラエル・ ポーランド) [7月 76]
  - 帰って来たドラゴン 2Kリマスター完全版 ( 香港) [7月 77][RE 101]
  - カミノフデ ～怪獣たちのいる島～ ( 日本) [7月 78]
  - 仮面ライダーガッチャード&爆上戦隊ブンブンジャー
    - 仮面ライダーガッチャード ザ・フューチャー・デイブレイク ( 日本) [7月 79]
    - 爆上戦隊ブンブンジャー 劇場BOON! プロミス・ザ・サーキット ( 日本) [7月 80]

  - このろくでもない世界で（朝鮮語版） ( 韓国) [7月 81]
  - サマーウォーズ ( 日本) [7月 82][RE 103]
  - 幸せのイタリアーノ（イタリア語版） ( イタリア) [7月 83]
  - すうぷ ( 日本) [7月 84][注釈 34]
  - 台北アフタースクール ( 台湾) [7月 85]
  - DitO ( 日本・ フィリピン) [7月 86]
  - 時々、私は考える（英語版） ( アメリカ合衆国) [7月 87]
  - パウ・パトロール パウ・パーティー in シアター 2024 ( アメリカ合衆国・ カナダ) [7月 88]
  - ひどくくすんだ赤 ( 日本) [7月 89]
  - めくらやなぎと眠る女 ( フランス・ ルクセンブルク・ カナダ・ オランダ) [7月 90]
  - もしも徳川家康が総理大臣になったら ( 日本) [7月 91]
  - 劇場版モノノ怪 唐傘 ( 日本) [7月 92]
  - 流麻溝十五号（中国語版） ( 台湾) [7月 93]
  - ロイヤルホテル ( オーストラリア) [7月 94]
- 27日
  - ありがとうブルース!不死身の男フェス[RE 100]
    - ダイ・ハード レクイエム（英語版） ( アメリカ合衆国) [7月 95]
    - ラスト・ブラッド 不死身の男（英語版） ( アメリカ合衆国) [7月 96]

  - 今、僕は嘘をついている ( 日本) [7月 97]
  - カリコレ2024/カリテ・ファンタスティック!シネマコレクション2024[RE 94][RE 95]
    - ブーディカ 美しき英雄（英語版） ( イギリス) [7月 98]

  - 宝島（フランス語版） ( フランス) [7月 99]

### 8月
- 1日
  - インサイド・ヘッド2 ( アメリカ合衆国) [8月 1][注釈 35]
  - ツイスターズ ( アメリカ合衆国) [8月 2]
- 2日
  - 赤羽骨子のボディガード ( 日本) [8月 3]
  - 沖縄久高島のイラブー ( 日本) [8月 4]
  - 風が吹くとき 日本語(吹替)版 ( イギリス) [8月 5][RE 104]
  - コードギアス 奪還のロゼ 最終幕 ( 日本) [8月 6]
  - コンセント/同意（フランス語版） ( フランス・ ベルギー) [8月 7]
  - Chime ( 日本) [8月 8][注釈 36]
  - デューン/砂の惑星 4Kリマスター版 ( アメリカ合衆国) [8月 9][RE 105]
  - ナイトサイレン/呪縛（チェコ語版） ( スロバキア・ チェコ) [8月 10]
  - 僕のヒーローアカデミア THE MOVIE ユアネクスト ( 日本) [8月 11]
  - 幻の光 デジタルリマスター版 ( 日本) [8月 12][RE 106]
- 3日
  - 歩女 ( 日本) [8月 13]
  - ヴァタ～箱あるいは体～ ( 日本・ マダガスカル) [8月 14]
  - うんこと死体の復権 ( 日本) [8月 15]
  - 繪畑彩子監督特集上映[RE 107]
    - あなたはわたしですか ( 日本) [8月 16]
    - 透明なかさぶた ( 日本) [8月 17]
    - 悲願ノ花 ( 日本) [8月 18]

  - カリコレ2024/カリテ・ファンタスティック!シネマコレクション2024[RE 94][RE 95]
    - 日記 子供たちへ 4Kレストア版（ハンガリー語版） ( ハンガリー) [8月 19]

  - 自在 ( 日本) [8月 20]
  - マミー ( 日本) [8月 21]
- 4日
  - カリコレ2024/カリテ・ファンタスティック!シネマコレクション2024[RE 94][RE 95]
    - ブリジット・バルドー 誤解 ( フランス) [8月 22]
- 8日
  - BLACKPINK WORLD TOUR [BORN PINK] IN CINEMAS ( 韓国) [8月 23]
- 9日
  - 劇場版カードキャプターさくら 25周年記念上映[RE 108]
    - 劇場版カードキャプターさくら ( 日本) [8月 24]
    - CLOVER ( 日本) [8月 25]

  - クレヨンしんちゃん オラたちの恐竜日記 ( 日本) [8月 26]
  - 新米記者トロッ子 私がやらねば誰がやる! ( 日本) [8月 27]
  - ＃スージー・サーチ ( アメリカ合衆国・ イギリス) [8月 28]
  - 夏の終わりに願うこと（スペイン語版） ( メキシコ・ デンマーク・ フランス) [8月 29]
  - ノリャン -死の海- ( 韓国) [8月 30]
  - プー2 あくまのくまさんとじゃあくななかまたち ( アメリカ合衆国) [8月 31]
  - ブルーピリオド ( 日本) [8月 32]
  - 劇場総集編ぼっち・ざ・ろっく! Re:Re: ( 日本) [8月 33]
  - ボレロ 永遠の旋律（フランス語版） ( フランス) [8月 34]
  - 劇場版 ほんとうにあった怖い話～変な間取り～ ( 日本) [8月 35]
  - 夜の外側 イタリアを震撼させた55日間（イタリア語版） ( イタリア) [8月 36]
- 10日
  - 新宿鸚哥 ( 日本) [8月 37]
  - デビルクイーン（ポルトガル語版） ( ブラジル) [8月 38][RE 109]
- 13日
  - THE FIRST SLAM DUNK 復活上映 ( 日本) [8月 39][RE 110]
- 16日
  - 劇場版 アナウンサーたちの戦争 ( 日本) [8月 40]
  - エア・ロック 海底緊急避難所（英語版） ( イギリス) [8月 41]
  - KING OF PRISM -Dramatic PRISM.1- ( 日本) [8月 42]
  - 助産師たちの夜が明ける ( フランス) [8月 43]
  - ゼーガペインSTA ( 日本) [8月 44]
  - チルドレン・オブ・ザ・コーン<4K> ( アメリカ合衆国) [8月 45][RE 111]
  - デッドストリーム（英語版） ( アメリカ合衆国) [8月 46]
  - 刀剣乱舞 廻 -々伝 近し侍らうものら- ( 日本) [8月 47]
  - ニューノーマル（朝鮮語版） ( 韓国) [8月 48]
  - ねこのガーフィールド ( アメリカ合衆国) [8月 49]
  - 美食家ダリのレストラン（カタルーニャ語版） ( スペイン) [8月 50]
  - フォールガイ ( アメリカ合衆国) [8月 51]
  - ぼくの家族と祖国の戦争（デンマーク語版） ( デンマーク) [8月 52]
- 17日
  - 侍タイムスリッパー ( 日本) [8月 53]
  - 心平、 ( 日本) [8月 54]
- 23日
  - アイドルマスター シャイニーカラーズ 2nd season 第2章 ( 日本) [8月 55]
  - アクション・ミュタンテ 4K（スペイン語版） ( スペイン) [8月 56][RE 112]
  - 兎姉妹 ( 日本) [8月 57]
  - エターナルメモリー（スペイン語版） ( チリ) [8月 58]
  - 壁越しの彼女（朝鮮語版） ( 韓国) [8月 59]
  - 恋を知らない僕たちは ( 日本) [8月 60]
  - 最強王図鑑～The Ultimate Battles～ スペシャル上映 魂の叫び! ( 日本) [8月 61]
  - サユリ ( 日本) [8月 62]
  - ジェーン B.とアニエス V. 二人の時間、二人の映画。[RE 113]
    - アニエス V.によるジェーン B. デジタルレストア・日本語字幕新訳版（フランス語版） ( フランス) [8月 63]
    - カンフーマスター! デジタルレストア・日本語字幕新訳版（フランス語版） ( フランス) [8月 64]

  - 至福のレストラン/三つ星トロワグロ（英語版） ( アメリカ合衆国) [8月 65]
  - SEVENTEEN TOUR 'FOLLOW' AGAIN TO CINEMAS ( 韓国) [8月 66]
  - ソウルの春 ( 韓国) [8月 67]
  - ターミネーター2 ( アメリカ合衆国) [8月 68][RE 114]
  - 雉岳山 ( 韓国) [8月 69]
  - 箱男 ( 日本) [8月 70]
  - ビートルジュース ( アメリカ合衆国) [8月 71][RE 115]
  - BABYMETAL LEGEND - 43 THE MOVIE ( 日本) [8月 72]
  - ポライト・ソサエティ ( イギリス) [8月 73]
  - モンキーマン ( アメリカ合衆国) [8月 74]
  - ラストマイル ( 日本) [8月 75]
  - ロマンチック金銭感覚 ( 日本) [8月 76]
- 30日
  - 愛に乱暴 ( 日本) [8月 77]
  - ACIDE/アシッド（英語版） ( フランス) [8月 78]
  - 威風堂々～奨学金って言い方やめてもらっていいですか?～ ( 日本) [8月 79]
  - aespa: MY First page ( 韓国) [8月 80]
  - エルダリー/覚醒（英語版） ( スペイン) [8月 81]
  - 掟 ( 日本) [8月 82]
  - きみの色 ( 日本) [8月 83]
  - ザギンでシースー!? ( 日本) [8月 84]
  - 映画 THE3名様Ω～これってフツーに事件じゃね?!～ ( 日本) [8月 85]
  - 映画『SAND LAND』公開1周年記念リバイバル上映 ( 日本) [8月 86][RE 116]
  - ストレート・トゥ・ヘル:リターンズ ( イギリス・ アメリカ合衆国) [8月 87][RE 117]
  - チルドレン・オブ・ザ・コーン2/最後のいけにえ ( アメリカ合衆国) [8月 88][RE 118]
  - ナショナル・シアター・ライブ「ナイ〜国民保健サービスの父〜」 ( イギリス) [8月 89]
  - 『ヒプノシスマイク -Division Rap Battle-』Rule the Stage -New Encounter-【Cinema Edit】 ( 日本) [8月 90]
  - ボストン1947 ( 韓国) [8月 91]
  - ホラー秘宝まつり 2024[RE 119]
    - 悪魔のしたたり（英語版） ( アメリカ合衆国) [8月 92]
    - デリリウム（イタリア語版） ( イタリア) [8月 93]
    - メサイア・オブ・デッド（英語版） ( アメリカ合衆国) [8月 94]

  - 香港、裏切られた約束 ( 香港) [8月 95]
  - マンガ家、堀マモル ( 日本) [8月 96]
  - 美空ひばり スペシャルフィルムコンサート 不死鳥は永遠に ( 日本) [8月 97][53]
  - 美空ひばり 東京ドームコンサート4K ( 日本) [8月 98][53]
  - ライナー・ヴェルナー・ファスビンダー傑作選2024[RE 120]
    - エフィ・ブリースト デジタルリマスター版（ドイツ語版） ( 西ドイツ) [8月 99]
    - 自由の暴力 デジタルリマスター版 ( 西ドイツ) [8月 100]
    - リリー・マルレーン（ドイツ語版） 4Kデジタルリマスター版 ( 西ドイツ) [8月 101]

  - Re:ゼロから始める異世界生活 3rd season 第1話90分SP「劇場型悪意」 ( 日本) [8月 102]
- 31日
  - 顔さんの仕事 ( 日本) [8月 103]
  - オキナワより愛を込めて ( 日本・ アメリカ合衆国) [8月 104]
    - オキナワ・フィラデルフィア ( 日本・ アメリカ合衆国) [8月 105]

  - パドレ・プロジェクト/父の影を追って ( 日本) [8月 106]

### 9月
- 1日
  - ゴミ屑と花 ( 日本) [9月 1]
    - ユウジッ!! ( 日本) [9月 2][54]
- 6日
  - 浅田真央アイスショー「Everlasting33」 ( 日本) [9月 3]
  - Under Parallel Skies（英語版） ( フィリピン・ 香港) [9月 4]
  - 石がある ( 日本) [9月 5]
  - 映画検閲（英語版） ( イギリス) [9月 6][注釈 37]
  - 英国ロイヤル・オペラ・ハウス シネマシーズン 2023/24 ロイヤル・オペラ「カルメン」 ( イギリス) [9月 7]
  - エイリアン:ロムルス ( アメリカ合衆国) [9月 8]
  - 恋する惑星 4K ( イギリス領香港) [9月 9][RE 121]
  - 孤独な楽園 ( 日本) [9月 10]
  - セッションマン:ニッキー・ホプキンズ ローリング・ストーンズに愛された男 ( イギリス) [9月 11]
  - チャイコフスキーの妻（ロシア語版） ( ロシア・ フランス・ スイス) [9月 12]
  - チルドレン・オブ・ザ・コーン3/都会の収穫 ( アメリカ合衆国) [9月 13][RE 118]
  - トラウマ。～日常に潜む恐怖をあなたに～ ( 日本) [9月 14]
  - とりつくしま ( 日本) [9月 15]
  - 夏目アラタの結婚 ( 日本) [9月 16]
  - ナミビアの砂漠 ( 日本) [9月 17]
  - 熱烈 ( 中国) [9月 18]
  - 100秒の拳王 -ケンカバトルロワイアル- ( 日本) [9月 19]
  - 憑依（朝鮮語版） ( 韓国) [9月 20]
  - メリーおばさんのひつじ ( イギリス) [9月 21]
  - 山里は持続可能な世界だった ( 日本) [9月 22]
  - ラストホール ( 日本) [9月 23]
  - ラブライブ!虹ヶ咲学園スクールアイドル同好会 完結編 第1章 ( 日本) [9月 24]
  - ランサム 非公式作戦（朝鮮語版） ( 韓国) [9月 25]
  - ボビー・チャールズ 極楽の歌( アメリカ合衆国) [9月 26]
- 7日
  - しまねこ ( 日本) [9月 27]
  - 平家物語 諸行無常セッション ( 日本) [9月 28]
- 8日
  - フリークスの雨傘 ( 日本) [9月 29]
    - 毒蝮寅子が行く!冒険篇 ( 日本) [9月 30][56]
- 13日
  - アビゲイル ( アメリカ合衆国) [9月 31]
  - 傘少女 -精霊たちの物語- ( 中国) [9月 32]
  - 「機動戦士ガンダム THE ORIGIN」 第一章 シャア・セイラ編 ( 日本) [9月 33][RE 122]
  - この動画は再生できません THE MOVIE ( 日本) [9月 34]
  - ザ・ブレイキン ( イギリス) [9月 35]
  - ジガルタンダ・ダブルX ( インド) [9月 36]
  - シサㇺ ( 日本) [9月 37]
  - 静かなるドン2 前編 ( 日本) [9月 38]
  - シュリ デジタルリマスター ( 韓国) [9月 39][RE 123]
  - ジョーカー ( アメリカ合衆国) [9月 40][RE 125]
  - スオミの話をしよう ( 日本) [9月 41]
  - ヒットマン ( アメリカ合衆国) [9月 42]
  - ブリジット・バルドー レトロスペクティヴ BB生誕90年祭[RE 126]
    - 可愛い悪魔 ( フランス) [9月 43]
    - 気分を出してもう一度 ( フランス・ イタリア) [9月 44]
    - 恋するオペラ（フランス語版） ( フランス) [9月 45]
    - この神聖なお転婆娘（フランス語版） ( フランス) [9月 46]
    - 私生活 4Kレストア版 ( フランス・ イタリア) [9月 47]
    - 殿方ご免遊ばせ 4Kレストア版 ( フランス) [9月 48]
    - 裸で御免なさい ( フランス) [9月 49]
    - 花嫁はあまりにも美しい ( フランス) [9月 50]
    - ブリジット・バルドー 誤解 ( フランス) [9月 51]

  - ぼくのお日さま ( 日本) [9月 52][注釈 38]
  - Mrs. GREEN APPLE // The White Lounge in CINEMA ( 日本) [9月 53]
  - Live & Documentary Movie ～i☆Ris on STAGE～ ( 日本) [9月 54]
  - わんだふるぷりきゅあ!ざ・むーびー! ドキドキ♡ゲームの世界で大冒険! ( 日本) [9月 55]
- 14日
  - あなたのおみとり ( 日本) [9月 56]
  - たとえ嵐が来ないとしても（英語版） ( フィリピン) [9月 57]
  - TODOKU YO-NA ( 日本) [9月 58]
  - ヒューマン・ポジション ( ノルウェー) [9月 59]
- 20日
  - アイドルマスター シャイニーカラーズ 2nd season 第3章 ( 日本) [9月 60]
  - あの人が消えた ( 日本) [9月 61]
  - 五十嵐耕平監督特集 青春的故事[RE 127]
    - 水魚之交 ( 日本・ フランス) [9月 62]
    - 豆腐の家 ( 日本) [9月 63]
    - メルヒェン ( 日本) [9月 64]
    - 夜来風雨の声 ( 日本) [9月 65]

  - 英国ロイヤル・オペラ・ハウス シネマシーズン 2023/24 ロイヤル・オペラ「アンドレア・シェニエ」 ( イギリス) [9月 66]
  - 劇場版「オーバーロード」聖王国編 ( 日本) [9月 67][注釈 39]
  - 画家ボナール ピエールとマルト（フランス語版） ( フランス) [9月 68]
  - 映画 ギヴン 海へ ( 日本) [9月 69]
  - 『機動警察パトレイバー 劇場版』公開35周年記念 リバイバル上映 ( 日本) [9月 70][RE 128]
  - 機動戦士ガンダムSEED FREEDOM 特別版 ( 日本) [9月 71][RE 130]
  - 五等分の花嫁＊ ( 日本) [9月 72]
  - ジョン・ガリアーノ 世界一愚かな天才デザイナー ( イギリス) [9月 73]
  - SONG OF EARTH/ソング・オブ・アース（ノルウェー語版） ( ノルウェー) [9月 74]
  - DIR EN GREY LIVE FILM 残響の血脈 ～mode of Withering to death.～ ( 日本) [9月 75]
  - トランスフォーマー/ONE ( アメリカ合衆国) [9月 76]
  - パリのちいさなオーケストラ ( フランス) [9月 77]
  - ファウンダーズデイ/殺戮選挙（英語版） ( アメリカ合衆国) [9月 78]
  - ぼくが生きてる、ふたつの世界 ( 日本) [9月 79][注釈 40]
  - 本日公休（中国語版） ( 台湾) [9月 80]
  - ライオン･キング 30周年記念上映 ( アメリカ合衆国) [9月 81][RE 131]
- 21日
  - 言い訳 ( 日本) [9月 82]
  - 日本発見リミックス全国版 ( 日本) [9月 83]
  - 満月、世界 ( 日本) [9月 84][注釈 41]
- 25日
  - Viva Niki タロット・ガーデンへの道 ( 日本) [9月 85]
- 27日
  - 合間にて… ( 日本) [9月 86]
  - 甘い人生 4Kレストア版 ( 韓国) [9月 87][RE 132]
  - 憐れみの3章 ( イギリス・ アメリカ合衆国) [9月 88]
  - 「機動戦士ガンダム THE ORIGIN」 第二章 開戦編 ( 日本) [9月 89][RE 122]
  - King Gnu Dome Tour 「THE GREATEST UNKNOWN」 at TOKYO DOME -Theater Viewing- ( 日本) [9月 90][63]
  - Cloud クラウド ( 日本) [9月 91]
  - 傲慢と善良 ( 日本) [9月 92]
  - サウンド・オブ・フリーダム ( アメリカ合衆国) [9月 93]
  - SOUND of LOVE ( 日本) [9月 94]
  - 静かなるドン2 後編 ( 日本) [9月 95]
  - シティーハンター ( 日本) [9月 96][RE 133]
  - SUPER HAPPY FOREVER ( 日本・ フランス) [9月 97]
  - 西湖畔に生きる ( 中国) [9月 98]
  - 東京流れ者 4Kデジタル復元版 ( 日本) [9月 99][RE 134]
  - 特別先行劇場版「神様のサイコロ」 ( 日本) [9月 100]
  - 犯罪都市 PUNISHMENT ( 韓国) [9月 101]
  - 劇場版「BanG Dream! It's MyGO!!!!!」前編 : 春の陽だまり、迷い猫 ( 日本) [9月 102]
  - ビートルジュース ビートルジュース ( アメリカ合衆国) [9月 103]
  - ブラッド・スウェット&ティアーズに何が起こったのか? ( アメリカ合衆国) [9月 104]
  - ふれる ( 日本) [9月 105]
  - ベイビーわるきゅーれ ナイスデイズ ( 日本) [9月 106][注釈 42]
  - マルホランド・ドライブ 4Kレストア版 ( アメリカ合衆国) [9月 107][RE 135]
- 28日
  - ほなまた明日 ( 日本) [9月 108]
  - 四畳半のジェメオス ( 日本) [9月 109]

### 10月
- 4日
  - アーネストに恋して ( アメリカ合衆国) [10月 1]
  - 悪魔と夜ふかし ( オーストラリア) [10月 2]
  - エストニアの聖なるカンフーマスター（エストニア語版） ( エストニア・ フィンランド・ ラトビア・ ギリシャ・ 日本) [10月 3]
  - 花蓮の夏 4K修復版 ( 台湾) [10月 4][RE 136]
  - 鬼太郎誕生 ゲゲゲの謎 真生版 ( 日本) [10月 5][RE 137]
  - ゴミおばけがやってきた ( ドイツ・ ベルギー) [10月 6]
  - シビル・ウォー アメリカ最後の日 ( アメリカ合衆国) [10月 7][注釈 43]
  - JUNG KOOK: I AM STILL ( 韓国) [10月 8]
  - ディープウェブ/殺人配信 ( カナダ) [10月 9]
  - DIR EN GREY LIVE FILM 残響の血脈 〜mode of UROBOROS〜 ( 日本) [10月 10]
  - 円谷映画祭2024【Part1】[RE 138]
    - 空想特撮シリーズ ウルトラマン 4Kディスカバリー「浪漫のものがたり」 ( 日本) [10月 11]
    - 長篇アニメ映画 ザ☆ウルトラマン ウルトラの星へ!! ( 日本) [10月 12]

  - ドキュメンタリー オブ ベイビーわるきゅーれ ( 日本) [10月 13]
  - トップガン ( アメリカ合衆国) [10月 14][RE 139]
  - HAPPYEND（英語版） ( 日本・ アメリカ合衆国) [10月 15]
  - 花嫁はどこへ? ( インド) [10月 16]
  - ハヌ・マン ( インド) [10月 17]
  - ビバ・マエストロ!指揮者ドゥダメルの挑戦 ( アメリカ合衆国) [10月 18]
  - 日めくりの味 ( 日本) [10月 19]
  - ポール・マッカートニー&ウイングス ワン・ハンド・クラッピング ( イギリス) [10月 20][注釈 44]
  - ふれる。 ( 日本) [10月 21]
  - 柔らかい殻 デジタルリマスター版（英語版） ( イギリス) [10月 22][RE 140]
  - リトル・ダンサー デジタルリマスター版 ( イギリス) [10月 23][RE 143]
  - ロール・ザ・ドラム!（フランス語版） ( スイス) [10月 24]
  - ROF-MAOシネマ「New street, New world」 ( 日本) [10月 25]
  - 忘れない、パレスチナの子どもたちを（英語版） ( イギリス) [10月 26]
  - 私は憎まない ( カナダ・ フランス) [10月 27]
- 5日
  - 怪人の偽証 冨樫興信所事件簿 ( 日本) [10月 28]
  - シュルレアリスム100年映画祭[RE 144]
    - アンドレ・ブルトン ドキュメンタリー集 ( フランス) [10月 29]
    - 貝殻と僧侶（フランス語版） ( フランス) [10月 30]
    - 金で買える夢（英語版） ( アメリカ合衆国) [10月 31]
    - トワイヤン 真実の根源 ( フランス・ チェコ) [10月 32]
    - 謎の巨匠 ルネ・マグリット ( フランス) [10月 33]
    - 幕間（フランス語版） ( フランス) [10月 34]
    - マックス・エルンスト 放浪と衝動（ドイツ語版） ( ドイツ) [10月 35]
    - 皆殺しの天使 ( メキシコ) [10月 36]

  - つぎとまります ( 日本) [10月 37][注釈 45]
  - 本を綴る ( 日本) [10月 38]
- 10日
  - Vaundy LIVE in London ( 日本) [10月 39][注釈 46]
- 11日
  - ウォーリアー ( アメリカ合衆国) [10月 40][RE 145]
  - eスポーーーーツ!! リアルタイムバトル将棋EDITION ( 日本) [10月 41]
  - 映画作家 ジャンヌ・モロー[RE 146]
    - 思春期（フランス語版） ( フランス) [10月 42]
    - リュミエール（フランス語版） ( フランス) [10月 43]
    - リリアン・ギッシュの肖像 ( フランス) [10月 44]

  - おしゃべりな写真館 ( 日本) [10月 45][注釈 47]
  - ガザ＝ストロフ -パレスチナの吟- ( フランス・ パレスチナ) [10月 46]
  - 「機動戦士ガンダム THE ORIGIN」 第三章 ルウム編 ( 日本) [10月 47][RE 122]
  - グラディエーター 4Kデジタルリマスター ( アメリカ合衆国) [10月 48][RE 147]
  - 最後の乗客 ( 日本) [10月 49]
  - ジョーカー:フォリ・ア・ドゥ ( アメリカ合衆国) [10月 50]
  - 人肉ラーメン アンカット版 ( タイ) [10月 51][RE 148]
  - チャチャ ( 日本) [10月 52]
  - 2度目のはなればなれ（英語版） ( イギリス) [10月 53]
  - はじまりの日 ( 日本) [10月 54][注釈 48]
  - 二つの季節しかない村（トルコ語版） ( トルコ・ フランス・ ドイツ) [10月 55]
  - 室井慎次 敗れざる者 ( 日本) [10月 56]
  - 悠優の君へ ( 日本) [10月 57]
  - ル・ジャルダンへようこそ ( 日本) [10月 58]
  - 若き見知らぬ者たち ( 日本・ フランス・ 韓国・ 香港) [10月 59]
- 12日
  - 勝ちゃん -沖縄の戦後 ( 日本) [10月 60]
  - カフネ ( 日本) [10月 61]
    - チョコレートコスモス ( 日本) [10月 62]

  - ピアニストを待ちながら ( 日本) [10月 63]
- 18日
  - 徒花 -ADABANA- ( 日本) [10月 64]
  - ECMレコード－サウンズ&サイレンス ( スイス) [10月 65]
  - オアシス:ライヴ・アット・ネブワース 1996.8.10 ( イギリス) [10月 66]
  - Good Dreams ( 日本) [10月 67]
  - グレタ・ガーウィグ特集[RE 149]
    - ナイツ&ウィークエンズ（英語版） ( アメリカ合衆国) [10月 68]
    - BAGHEAD/バッグヘッド（英語版） ( アメリカ合衆国) [10月 69]
    - ハンナだけど、生きていく!（英語版） ( アメリカ合衆国) [10月 70]

  - 恋するピアニスト フジコ・ヘミング ( 日本) [10月 71]
  - 国境ナイトクルージング ( 中国・ シンガポール) [10月 72]
  - 殺人女優 ( 韓国) [10月 73]
  - The Break 世界一、負けず嫌いのテニスプレイヤー、上地結衣。 ( 日本) [10月 74]
  - 自分の道 欧州ジャズのゆくえ ( ドイツ) [10月 75][RE 150]
  - 下妻物語 ( 日本) [10月 76][RE 153]
  - 邪悪な国のアリス ( イギリス) [10月 77]
  - 抓娃娃 -後継者養成計画-（中国語版） ( スイス) [10月 78]
  - ジョイランド わたしの願い（ウルドゥー語版） ( パキスタン) [10月 79]
  - ショーン・オブ・ザ・デッド 4K ( イギリス・ フランス) [10月 80][RE 154]
  - ソウX ( アメリカ合衆国) [10月 81]
  - 太陽の少年<4Kレストア完全版> ( 中国・ イギリス領香港) [10月 82][RE 155]
  - 追想ジャーニー リエナクト ( 日本) [10月 83]
  - 円谷映画祭2024【Part2】[RE 138]
    - 空想特撮シリーズ ウルトラマン 4Kディスカバリー「仲間のものがたり」 ( 日本) [10月 84]
    - 空想特撮シリーズ ウルトラマン 4Kディスカバリー「正義のものがたり」 ( 日本) [10月 85]

  - DEADMAN 消された男（朝鮮語版） ( 韓国) [10月 86]
  - TAEYONG: TY TRACK IN CINEMAS ( 韓国) [10月 87]
  - 破墓/パミョ ( 韓国) [10月 88]
  - BISHU 〜世界でいちばん優しい服〜 ( 日本) [10月 89][注釈 49]
  - BLUE NOTE/ハート・オブ・モダン・ジャズ ( ドイツ) [10月 90][RE 150]
  - ボルテスV レガシー ( フィリピン) [10月 91]
  - まつりのあとのあとのまつり『まぜこぜ一座殺人事件』 ( 日本) [10月 92]
  - まる ( 日本) [10月 93]
  - リシの旅路（テルグ語版） ( インド) [10月 94]
  - 恋愛終婚 ( 日本) [10月 95]
  - ロミー・シュナイダー傑作選2024[RE 156]
    - デス・ウォッチ（フランス語版） ( フランス・ 西ドイツ) [10月 96]
    - プリンセス・シシー 4Kデジタルリマスター版 ( オーストリア) [10月 97]
    - 最も重要なものは愛（フランス語版） ( フランス・ イタリア・ 西ドイツ) [10月 98]
- 19日
  - 雨とひかり ( 日本) [10月 99]
  - グレース ( ロシア) [10月 100]
  - 五香宮の猫 ( 日本) [10月 101]
  - 拳と祈り -袴田巖の生涯- ( 日本) [10月 102]
- 25日
  - 劇場版ACMA:GAME 最後の鍵 ( 日本) [10月 103]
  - がんばっていきまっしょい ( 日本) [10月 104]
  - ゲキ×シネ「吉原御免状」 ( 日本) [10月 105]
  - こまねこのかいがいりょこう ( 日本) [10月 106]
  - シングル・イン・ソウル（朝鮮語版） ( 韓国) [10月 107]
  - シン・デレラ ( イギリス・ アメリカ合衆国) [10月 108]
  - ゼンブ・オブ・トーキョー ( 日本) [10月 109]
  - トラップ ( アメリカ合衆国) [10月 110]
  - パーフェクトプロポーズ Dream Edition ( 日本) [10月 111]
  - バック・トゥ・ザ・フューチャー ( アメリカ合衆国) [10月 112][RE 157]
  - 八犬伝 ( 日本) [10月 113]
  - 劇場版 魔法少女まどか☆マギカ 新編 叛逆の物語 ( 日本) [10月 114][RE 158]
  - ランボートリロジー4K[RE 159]
    - ランボー 4Kレストア版 ( アメリカ合衆国) [10月 115]
    - ランボー/怒りの脱出 4Kレストア版 ( アメリカ合衆国) [10月 116]
    - ランボー3/怒りのアフガン 4Kレストア版 ( アメリカ合衆国) [10月 117]

  - リトル・ワンダーズ（英語版） ( アメリカ合衆国) [10月 118]
- 26日
  - 江里はみんなと生きていく ( 日本) [10月 119]
  - ガザからの報告 ( 日本) [10月 120]
  - 地獄のSE ( 日本) [10月 121]

### 11月
- 1日
  - アイミタガイ ( 日本) [11月 1]
  - ヴェノム:ザ・ラストダンス ( アメリカ合衆国) [11月 2][注釈 50]
  - オン・ザ・ロード〜不屈の男、金大中〜 ( 韓国) [11月 3]
  - カッティ 刃物と水道管（タミル語版） ( インド) [11月 4]
  - キラー・ザ・ハイヒール ( カナダ) [11月 5]
  - ゴンドラ（ドイツ語版） ( ドイツ・ ジョージア) [11月 6]
  - スマホを落としただけなのに 〜最終章〜 ファイナル ハッキング ゲーム ( 日本) [11月 7]
  - スパイダー/増殖（フランス語版） ( フランス) [11月 8]
  - 十一人の賊軍 ( 日本) [11月 9]
  - DOG DAYS 君といつまでも（朝鮮語版） ( 韓国) [11月 10]
  - トランボ ハリウッドに最も嫌われた男 ( アメリカ合衆国) [11月 11][RE 160]
  - ノーヴィス（英語版） ( アメリカ合衆国) [11月 12]
  - ぴっぱらん!! ( 日本) [11月 13]
  - 息子と呼ぶ日まで ( 日本) [11月 14]
  - ルノワール"新しい波"[RE 161]
    - コルドリエ博士の遺言 4Kレストア（フランス語版） ( フランス) [11月 15]
    - 捕えられた伍長 4Kレストア ( フランス) [11月 16]
- 2日
  - お祭りの日 ( 日本) [11月 17]
  - STRANGERS ( 日本) [11月 18]
  - 新渡戸の夢 〜学ぶことは生きる証〜 ( 日本) [11月 19][注釈 51]
- 3日
  - ARASHI FILM CONCERT TOUR 2024-2025 ( 日本) [11月 20][78]
- 4日
  - miwa Live Viewing Tour 2024 "7th" ( 日本) [11月 21][79]
- 5日
  - 私立恵比寿中学 EVERYTHING POINT-Parallel Stories- ( 日本) [11月 22][80]
- 8日
  - あたしの! ( 日本) [11月 23]
  - イマジナリー ( アメリカ合衆国) [11月 24]
  - イル・ポスティーノ 4Kデジタル・リマスター版 ( イタリア・ フランス) [11月 25][RE 162]
  - 運命屋 ( 日本) [11月 26][注釈 52]
  - カーリングの神様 ( 日本) [11月 27]
  - 画家と泥棒（ノルウェー語版） ( ノルウェー) [11月 28]
  - クルージング ( アメリカ合衆国) [11月 29][RE 163]
  - ココでのはなし ( 日本) [11月 30]
  - The Big Finish Live ( 日本) [11月 31][82]
  - 劇場版「進撃の巨人」完結編 THE LAST ATTACK ( 日本) [11月 32]
  - 草原の英雄ジャロロフ〜東京への道〜 ( 日本) [11月 33]
  - ダリオ・アルジェント動物3部作[RE 164]
    - 4匹の蝿 ( イタリア) [11月 34]
    - 歓びの毒牙 ( イタリア・ 西ドイツ) [11月 35]
    - わたしは目撃者 ( イタリア・ 西ドイツ・ フランス) [11月 36]

  - テリファー0（英語版） ( アメリカ合衆国) [11月 37][RE 165]
  - ドゥーム・ジェネレーション デジタルリマスター版 ( アメリカ合衆国・ フランス) [11月 38][RE 166]
  - 動物界（フランス語版） ( フランス) [11月 39]
  - パリ・オペラ座「白鳥の湖」IMAX ( フランス) [11月 40]
  - 劇場版「BanG Dream! It's MyGO!!!!!」後編 : うたう、僕らになれるうた & FILM LIVE ( 日本) [11月 41]
  - 劇場版「風都探偵 仮面ライダースカルの肖像」 ( 日本) [11月 42]
  - ベルナデット 最強のファーストレディ ( フランス) [11月 43]
  - ポルノグラフィティ ロマンスポルノ'24 〜解放区〜 因島SP DELAY VIEWING ( 日本) [11月 44][83]
  - 本心 ( 日本) [11月 45]
  - 未亡人 ( 日本) [11月 46]
  - METライブビューイング2024-25 オッフェンバック≪ホフマン物語≫ ( アメリカ合衆国) [11月 47]
  - ネネ -エトワールに憧れて-（フランス語版） ( フランス) [11月 48]
  - 劇場版 ほんとにあった!呪いのビデオ109 ( 日本) [11月 49]
  - ルート29 ( 日本) [11月 50]
  - レッド・ワン ( アメリカ合衆国) [11月 51]
  - ロボット・ドリームズ ( スペイン・ フランス) [11月 52]
- 9日
  - 青い記憶 ( 日本) [11月 53]
  - 石とシャーデンフロイデ ( アメリカ合衆国) [11月 54]
  - キラークイーン/Beyond School ( 日本) [11月 55]
  - 取り残された人々: 日本におけるシングルマザーの苦境 ( 日本) [11月 56]
  - 博士の綺奏曲（スペイン語版） ( ベネズエラ) [11月 57]
- 15日
  - アット・ザ・ベンチ ( 日本) [11月 58]
  - 劇場版 ヴァイオレット・エヴァーガーデン ( 日本) [11月 59][RE 168]
  - エレクトリック・コールボーイ:TEKKNO-Live In Europe ( ドイツ) [11月 60]
  - オアシス ( 日本) [11月 61]
  - グラディエーターII 英雄を呼ぶ声 ( アメリカ合衆国) [11月 62]
  - コムライヤ爺さんのお葬式（テルグ語版） ( インド) [11月 63]
  - 対外秘（朝鮮語版） ( 韓国) [11月 64]
  - 他人は地獄だ ( 日本) [11月 65]
  - てっぺんの剣 ( 日本) [11月 66][注釈 53]
  - 新居浜ひかり物語 青いライオン ( 日本) [11月 67][注釈 54]
  - ノーウェア デジタルリマスター版 ( アメリカ合衆国) [11月 68][RE 166]
  - 呪われた絵画（イタリア語版） ( イタリア) [11月 69]
  - パルバティ・バウル〜黄金の河を渡って ( 日本) [11月 70]
  - BE:the ONE -MEANT TO BE- ( 日本) [11月 71]
  - フィクショナル ( 日本) [11月 72]
  - ぼくとパパ、約束の週末（ドイツ語版） ( ドイツ) [11月 73]
  - 室井慎次 生き続ける者 ( 日本) [11月 74][注釈 55]
  - 矢野くんの普通の日々 ( 日本) [11月 75]
  - 楽園追放 -Impelled by 10th Anniversary- ( 日本) [11月 76][RE 169]
- 16日
  - あるいは、ユートピア ( 日本) [11月 77]
  - KYロック! ( 日本) [11月 78][注釈 56]
  - 『SHOGUN 将軍』エミー賞(R)受賞記念上映 〜第一話、第二話〜 ( アメリカ合衆国) [11月 79][89]
  - サラダデイズ -SALAD DAYS- 10周年記念ディレクターズカット ( アメリカ合衆国) [11月 80][RE 170]
  - 太陽がしょっぱい ( 日本) [11月 81]
  - ベット・ゴードン（英語版） エンプティニューヨーク[RE 171]
    - ヴァラエティ <2K修復版>（英語版） ( アメリカ合衆国) [11月 82]
- 20日
  - HIKARU UTADA LIVE CHRONICLES in cinema[11月 83][90][注釈 57]
    - UNPLUGGED ( 日本)
    - In Budokan 2004 ヒカルの5 ( 日本)
    - UTADA UNITED 2006 ( 日本)
    - SCIENCE FICTION TOUR 2024 ( 日本)
    - BOHEMIAN SUMMER 2000 ( 日本)
    - Live Sessions from Air Studios ( 日本)
    - Luv Live ( 日本)
    - Laughter in the Dark Tour 2018 ( 日本)
    - WILD LIFE ( 日本)
- 22日
  - 愛と哀しみのボレロ デジタル・リマスター版 ( フランス) [11月 84][RE 172]
  - アングリースクワッド 公務員と7人の詐欺師 ( 日本) [11月 85]
  - インターステラー ( アメリカ合衆国) [11月 86][RE 174]
  - WEST. 10th Anniversary Live "W" -Film edition- ( 日本) [11月 87]
  - 海の沈黙 ( 日本) [11月 88]
  - カオルの葬式 ( 日本・ スペイン・ シンガポール) [11月 89][注釈 58]
  - 銀魂オンシアター2D 金魂篇 ( 日本) [11月 90]
    - まんたま ( 日本) [11月 91]

  - サーチライト・ピクチャーズ設立30周年記念[RE 175][注釈 59]
    - 犬ヶ島 ( アメリカ合衆国) [11月 92]
    - グランド・ブダペスト・ホテル ( アメリカ合衆国) [11月 93]
    - (500)日のサマー ( アメリカ合衆国) [11月 94]
    - シェイプ・オブ・ウォーター ( アメリカ合衆国) [11月 95]
    - ジョジョ・ラビット ( アメリカ合衆国) [11月 96]
    - リトル・ミス・サンシャイン ( アメリカ合衆国) [11月 97]

  - 四等辺三角形 ( 日本) [11月 98]
  - ジュブナイル 4Kデジタルリマスター版 ( 日本) [11月 99][RE 176]
  - 人体の構造について（フランス語版） ( フランス・ スイス・ アメリカ合衆国) [11月 100]
  - チネチッタで会いましょう（イタリア語版） ( イタリア・ フランス) [11月 101]
  - 盗月者 トウゲツシャ（広東語版） ( 香港) [11月 102]
  - ドリーム・シナリオ（英語版） ( アメリカ合衆国) [11月 103]
  - Back to Black エイミーのすべて（英語版） ( イギリス・ フランス・ アメリカ合衆国) [11月 104]
  - バーン・クルア 凶愛の家 ( タイ) [11月 105]
  - 変身 ( 日本) [11月 106]
  - ファストブレイク ( 日本) [11月 107]
  - ふたりで終わらせる/IT ENDS WITH US ( アメリカ合衆国) [11月 108]
  - ヤマトよ永遠に REBEL3199 第二章 赤日の出撃 ( 日本) [11月 109]
  - 夜のまにまに ( 日本) [11月 110]
  - リュミエール!リュミエール! ( フランス) [11月 111]
  - ロード・オブ・ザ・リング スペシャル・エクステンデッド・エディション ( アメリカ合衆国) [11月 112][RE 178]
  - 六人の嘘つきな大学生 ( 日本) [11月 113]
- 23日
  - 重ねる ( 日本) [11月 114]
  - 地獄でも大丈夫（朝鮮語版） ( 韓国) [11月 115]
  - 山中貞雄に捧げる漫画映画『鼠小僧次郎吉』 ( 日本) [11月 116]
- 24日
  - MTV Unplugged Presents: TOMOO Theater Viewing ( 日本) [11月 117][92]
- 29日
  - 『劇場版アイカツ!』〜メモリアルアンコール〜 ( 日本) [11月 118][RE 179]
  - 雨の中の慾情 ( 日本) [11月 119]
  - 英国ロイヤル・オペラ・ハウス シネマシーズン 2024/25 ロイヤル・オペラ「フィガロの結婚」 ( イギリス) [11月 120]
  - オートレーサー森且行 約束のオーバル 劇場版 ( 日本) [11月 121]
  - 劇場総集編 幻日のヨハネ -SUNSHINE in the MIRROR- ( 日本) [11月 122]
  - 俺だけレベルアップな件 -ReAwakening- ( 日本) [11月 123]
  - ゲームの規則 4Kデジタルリマスター版 ( フランス) [11月 124][RE 180]
  - コール・ミー・ダンサー ( アメリカ合衆国) [11月 125]
  - THE SIN 罪（朝鮮語版） ( 韓国) [11月 126]
  - ザ・バイクライダーズ ( アメリカ合衆国) [11月 127]
  - SAKANAQUARIUM2024 "turn" ( 日本) [11月 128]
  - JAWAN/ジャワーン ( インド) [11月 129]
  - 正体 ( 日本) [11月 130]
  - 痴人の愛 ( 日本) [11月 131]
  - テリファー 聖夜の悪夢 ( アメリカ合衆国) [11月 132]
  - 70/80年代 フランシス・F・コッポラ 特集上映 -終わりなき再編集-[RE 181]
    - アウトサイダー コンプリート・ノベル ‐4Kレストア版‐ ( アメリカ合衆国) [11月 133]
    - カンバセーション…盗聴… ‐4Kレストア版‐ ( アメリカ合衆国) [11月 134]
    - ハメット ( アメリカ合衆国) [11月 135]
      - リヴァース・アングル ニューヨークからの手紙 ( 西ドイツ) [11月 136]

    - ワン・フロム・ザ・ハート リプライズ ‐4Kレストア版‐ ( アメリカ合衆国) [11月 137]

  - Paradox Live Dope Show 2024 in CINEMA ( 日本) [11月 138]
  - PUI PUI モルカー ザ・ムービー MOLMAX ( 日本) [11月 139]
  - 山逢いのホテルで（フランス語版） ( スイス・ フランス・ ベルギー) [11月 140]
  - リターナー 4Kデジタルリマスター版 ( 日本) [11月 141][RE 176]
  - ルパン三世 カリオストロの城 ( 日本) [11月 142][RE 182]
  - ロード・オブ・ザ・リング/二つの塔 スペシャル・エクステンデッド・エディション ( アメリカ合衆国) [11月 143][RE 178]
- 30日
  - Ensemble Stars!! Cast Live Starry Symphony -the dead of night- in THEATER ( 日本) [11月 144][93]
  - ウォーターシップ・ダウンのうさぎたち HDリマスター版 ( イギリス) [11月 145][RE 183]
  - うってつけの日 ( 日本) [11月 146]
  - グルン We are Gurung ( 日本) [11月 147]
  - ニッツ・アイランド 非人間のレポート ( フランス) [11月 148]
  - 袴田巖 夢の間の世の中 -58年後の無罪 特別篇- ( 日本) [11月 149]

### 12月
- 6日
  - 五日物語 -3つの王国と3人の女- ( イタリア・ フランス) [12月 1][RE 160]
  - うちの弟どもがすみません ( 日本) [12月 2]
  - 熊川哲也Kバレエ トウキョウ「マーメイド in Cinema」 ( 日本) [12月 3]
  - クラブゼロ（英語版） ( オーストリア・ イギリス・ ドイツ・ フランス・ デンマーク・ カタール) [12月 4]
  - 劇場版ドクターX ( 日本) [12月 5]
  - NO ハンブルク NO ビートルズ ( イギリス) [12月 6]
  - ファイト ( 日本) [12月 7]
  - フード・インク ポスト・コロナ（英語版） ( アメリカ合衆国) [12月 8]
  - 冬物語 ( 日本) [12月 9]
  - ホワイトバード はじまりのワンダー（英語版） ( アメリカ合衆国) [12月 10]
  - モアナと伝説の海2 ( アメリカ合衆国) [12月 11][注釈 60]
  - ラブ・アクチュアリー 4Kデジタルリマスター ( イギリス・ アメリカ合衆国・ フランス) [12月 12][RE 184]
  - ロード・オブ・ザ・リング/王の帰還 スペシャル・エクステンデッド・エディション ( アメリカ合衆国) [12月 13][RE 178]
  - 1％er ワンパーセンター ( 日本) [12月 14][注釈 61]
- 7日
  - 愛の茶番 ( 日本) [12月 15]
  - 狂熱のふたり～豪華本「マルメロ草紙」はこうして生まれた～ ( 日本) [12月 16]
  - どうすればよかったか? ( 日本) [12月 17]
  - 『春をかさねて』『あなたの瞳に話せたら』[98]
    - あなたの瞳に話せたら ( 日本) [12月 18]
    - 春をかさねて ( 日本) [12月 19]
- 11日
  - NCT DREAM Mystery Lab: DREAM( )SCAPE in Cinemas ( 韓国) [12月 20]
- 12日
  - インターステラ5555 ( フランス・ 日本) [12月 21][RE 185]
- 13日
  - URANUS2324 ( タイ) [12月 22]
  - お坊さまと鉄砲（英語版） ( ブータン・ フランス・ アメリカ合衆国・ 台湾) [12月 23]
  - Colors Under the Streetlights ( 日本) [12月 24]
  - 銀河鉄道999 4Kリマスター版 ( 日本) [12月 25][RE 186]
  - くすぶりの狂騒曲 ( 日本) [12月 26]
  - クレイヴン・ザ・ハンター ( アメリカ合衆国) [12月 27]
  - 恋をするなら二度目が上等～special edition～ ( 日本) [12月 28]
  - 市民捜査官ドッキ（朝鮮語版） ( 韓国) [12月 29]
  - 劇場版 JUJU 20th ANNIVERSARY『YOUR REQUEST』 ( 日本) [12月 30]
  - 小学校～それは小さな社会～ ( 日本・ アメリカ合衆国・ フィンランド・ フランス) [12月 31]
  - スピーク・ノー・イーブル 異常な家族 ( アメリカ合衆国) [12月 32]
  - ソウル・オブ・ア・ビースト ( スイス) [12月 33]
  - 太陽と桃の歌（カタルーニャ語版） ( スペイン・ イタリア) [12月 34]
  - バグダッド・カフェ 4Kレストア版 ( 西ドイツ) [12月 35][RE 187]
  - はたらく細胞 ( 日本) [12月 36]
  - 映画 ふしぎ駄菓子屋 銭天堂 ( 日本) [12月 37]
  - 不思議の国のシドニ（フランス語版） ( フランス・ ドイツ・ スイス・ 日本) [12月 38]
  - ペパーミントソーダ 4K修復版 ( フランス) [12月 39][RE 188]
  - ボビー・チャールズ 極楽の歌 ( アメリカ合衆国) [12月 40]
  - 松任谷由実 THE JOURNEY 50TH ANNIVERSARY コンサートツアー movie 5.1ch/4K ( 日本) [12月 41]
  - ミュージック（英語版） ( ドイツ・ フランス・ セルビア) [12月 42]
  - MIRRORLIAR FILMS Season6 ( 日本) [12月 43]
  - METライブビューイング2024-25 ジャニーン・テソーリ（英語版） ≪グラウンデッド 翼を折られたパイロット（英語版）≫ ( アメリカ合衆国) [12月 44]
  - ROCK IN JAPAN FESTIVAL 2024 in HITACHINAKA サザンオールスターズ ライブ・ビューイング アンコール上映 ( 日本) [12月 45][99]
- 14日
  - アイヌプリ ( 日本) [12月 46]
  - キノ・ライカ 小さな町の映画館 ( フランス・ フィンランド) [12月 47]
  - きみといた世界 ( 日本) [12月 48]
  - シアトリカル 唐十郎と劇団唐組の記録 ( 日本) [12月 49][RE 189]
  - Yuzuru Hanyu ICE STORY 3rd "Echoes of Life" TOUR ディレイ・ビューイング ( 日本) [12月 50][100]
- 18日
  - 佐野元春ライブ・フィルム『The Circle Tour Final 日本武道館ライブ 1994.4.24』(劇場版5.1chマスター)一夜限定上映 ( 日本) [12月 51][101]
- 20日
  - ありきたりな言葉じゃなくて ( 日本) [12月 52]
  - YEAR10 ( イギリス) [12月 53]
  - 大きな家 ( 日本) [12月 54][注釈 62]
  - 【推しの子】-The Final Act- ( 日本) [12月 55]
  - 型破りな教室（スペイン語版） ( メキシコ) [12月 56]
  - 聖☆おにいさん THE MOVIE〜ホーリーメンVS悪魔軍団〜 ( 日本) [12月 57]
  - セカンドステップ 僕らの人生第2章（英語版） ( アメリカ合衆国) [12月 58]
  - 蒼穹のファフナー HEAVEN AND EARTH<完全版> ( 日本) [12月 59][RE 190]
  - 劇場版 忍たま乱太郎 ドクタケ忍者隊最強の軍師 ( 日本) [12月 60]
  - FUKUOKA SoftBank HAWKS REVIVAL -2024優勝の軌跡- ( 日本) [12月 61]
  - ヘヴィ・トリップII/俺たち北欧メタル危機一発!（フィンランド語版） ( フィンランド) [12月 62]
  - ライオン・キング:ムファサ ( アメリカ合衆国) [12月 63][注釈 63]
  - 私の想う国（スペイン語版） ( チリ・ フランス) [12月 64]
- 21日
  - INSIDE GRAMPUS THE DEEP-誰かのために闘うということ- ( 日本) [12月 65]
  - 対話する世界 ( 日本) [12月 66]
- 24日
  - WEST. 10th Anniversary 大阪松竹座公演 映画館生中継!! ( 日本) [12月 67][104]
- 25日
  - 勝ち切る覚悟 ～日本一までの79日～ ( 日本) [12月 68]
- 27日
  - I Like Movies アイ・ライク・ムービーズ（英語版） ( カナダ) [12月 69]
  - イナズマイレブン・ザ・ムービー 2025
    - 劇場版 イナズマイレブン 新たなる英雄たちの序章 ( 日本) [12月 70]
    - 映画 イナズマイレブン総集編 伝説のキックオフ ( 日本) [12月 71]

  - 「宇宙戦艦ヤマト」放送50周年記念セレクション上映 プログラム1 ( 日本) [12月 72][RE 191]
  - エドワード・シザーハンズ ダンスバージョン（英語版） ( イギリス) [12月 73]
  - お引越し 4Kリマスター版 ( 日本) [12月 74][RE 192]
  - 神は銃弾 ( アメリカ合衆国) [12月 75]
  - 占領都市（英語版） ( イギリス・ オランダ・ アメリカ合衆国) [12月 76]
  - ソニック×シャドウ TOKYO MISSION ( アメリカ合衆国) [12月 77]
  - 張芸謀 チャン・イーモウ 艶やかなる紅の世界[RE 193]
    - 紅いコーリャン HDレストア版 ( 中国) [12月 78]
    - 紅夢 HDレストア版 ( 中国・ 香港) [12月 79]
    - 菊豆 HDレストア版 ( 中国・ 日本) [12月 80]

  - TVアニメ「BanG Dream! Ave Mujica」#1～#3 劇場先行上映 ( 日本) [12月 81]
  - トレンケ・ラウケン（スペイン語版） ( アルゼンチン・ ドイツ) [12月 82]
  - 中島みゆきコンサート「歌会VOL.1」 劇場版 ( 日本) [12月 83]
  - 夏が来て、冬が往く ( 中国) [12月 84]
  - 夏の庭 The Friends 4Kリマスター版 ( 日本) [12月 85][RE 192]
  - MARINES DOCUMENTARY 2024 自分たちを超えてゆく。 ( 日本) [12月 86]
  - レ・ミゼラブル デジタルリマスター/リミックス ( イギリス) [12月 87][RE 194]
  - ロード・オブ・ザ・リング/ローハンの戦い ( アメリカ合衆国) [12月 88]
  - 私にふさわしいホテル ( 日本) [12月 89]
- 28日
  - <特集上映> ヴィジョン・オブ・マフマルバフ『苦悩のリスト』『子どもたちはもう遊ばない』[RE 195]
    - 苦悩のリスト ( イギリス・ アフガニスタン・ イラン) [12月 90]
    - 子どもたちはもう遊ばない ( イギリス・ イスラエル・ イラン) [12月 91]

  - ブルースの魂 2K修復版 ( フランス) [12月 92][RE 196]
- 30日
  - グランメゾン・パリ ( 日本) [12月 93]